# 메르세데스-벤츠 비토
메르세데스-벤츠 비토(독일어: Mercedes-Benz Vito)는 메르세데스-벤츠가 생산하는 중형 경 상용차(LCV)로, 패널 밴, 섀시 캡, 또는 다목적 차량(MPV)으로 이용되어 화물을 운반하거나 최대 8명의 승객을 수송한다. 메르세데스-벤츠의 밴 라인업에서 더 큰 스프린터와 더 작은 시탄 사이에 위치한다.
비토는 상업용 화물 밴 모델을 지칭하며, 승객용 공간이 화물 공간의 일부 또는 전부를 대체하는 경우에는 비토 트래블라이너, V-클래스 또는 비아노로 알려져 있다. 트래블라이너/V-클래스/비아노는 대형 MPV이다.
1세대는 1996년에 출시되었다. 2세대는 2004년에 출시되었으며, 이 차량은 새로운 비아노라는 이름을 받았다. 2010년에는 전면 및 후면 범퍼와 조명을 개선한 페이스리프트가 이루어졌다. 내부 또한 업그레이드된 소재와 새로운 기술로 개선되었다. 3세대는 2014년에 출시되었으며 다시 V-클래스라는 이름으로 돌아왔다.
비토/비아노는 후륜 구동 및 사륜 구동 구성으로 모두 제공되며, 세 가지 길이, 두 가지 휠베이스, 그리고 네 가지 가솔린 기관 및 디젤 엔진 (두 가지 특수 튜닝 모델 포함) 중에서 선택할 수 있으며, 6단 수동 또는 5단 터치시프트 자동변속기와 결합된다.

## 1세대 (W638; 1996년)
1세대 메르세데스-벤츠 비토는 1996년부터 2003년까지 생산되었다. 이 차량은 최대 120 bhp (89 kW; 122 PS)의 디젤 엔진 또는 최대 140 bhp (104 kW; 142 PS)의 가솔린 엔진으로 구동되며 전륜구동 구동계를 갖는다. 가솔린 엔진 라인업은 메르세데스(113 및 114)의 오래된 두 가지 유닛과 M104.900으로 명명된 폭스바겐 2.8 VR6 엔진으로 구성된다. 디젤 엔진의 경우, 터보 유무에 따른 오래된 2.3 엔진과 현대적인 CDI 2.2 엔진을 사용할 수 있다.
이 차체 디자인은 더 고급스럽고 비싼 버전(V-클래스는 비토 2세대에서 비아노라는 이름으로 대체됨)으로 V-클래스라는 이름으로도 판매되었다. 비아노는 또한 비토에 비해 전면에 좌석이 2개만 있고 더 크고 넓은 좌석 공간을 제공하는 등 밴과 덜 유사한 특징을 포함했다. 처음에는 넓고 작은 밴을 원하던 많은 비토 운전자들이 비아노와 매우 유사하지만, 밴과 더 유사하고 덜 고급스러운 특징을 가진 비토 마이크로버스를 선택했다. 그러나 비아노는 비토 마이크로버스에 비해 더 승용차와 유사한 좋은 선택이었다. 이 디자인은 1989년부터 1991년까지 미하엘 마우어가 디자인했으며, 최종 디자인은 1993년 2월에 선정 및 특허를 받았다. 당시 경쟁 차량으로는 시트로엥 점피, 푸조 엑스퍼트, 폭스바겐 트랜스포터, 피아트 스쿠도, 포드 트랜싯, 현대 H-1, 오펠 비바로, 르노 트래픽, 토요타 하이에이스, 그리고 GAZ 소볼 등이 있었다.

### 비토 108E
W 638의 배터리식 전기 모델인 비토 108 E는 1996년 7월에 공개되었다. 108 E에는 40 kW (54 hp)의 출력과 190 N·m (140 lbf·ft)의 정지 돌림힘을 내는 3상 비동기 전기 전동기가 장착되었으며, 5단 수동 변속기를 통해 바퀴를 구동했다. 용융염 배터리(ZEBRA 나트륨 니켈-염화물 화학)는 뒷좌석 벤치 아래에 장착되어 에너지를 저장했다. 구동 배터리는 420 kg (930 lb)의 무게를 가졌고, 280 V의 공칭 전압으로 작동했으며, 총 용량은 35.6 kW-hr로 차량에 최대 170 km (110 mi)의 주행 거리를 제공했다. 비토 108 E는 최대 120 km/h (75 mph)의 속도를 낼 수 있었고, 최대 600 kg (1,300 lb)의 화물을 운반할 수 있었다.
108 E는 메르세데스-벤츠 만하임 공장의 "배출가스 제로 이동성 역량 센터"(KEM)에서 조립되었다. 소규모 생산과 배터리 비용으로 인해 108 E는 기존 구동 방식의 비토보다 3배 더 비쌀 것으로 추정되었다. 도이체 포스트는 브레멘에서 비토 108 E 배달 밴 소규모 함대를 운영했다.

### 파워트레인
| 연료   | 모델                    | 엔진 형식          | 배기량           | 실린더/밸브 | 최대 출력 (rpm)      | 최대 토크 (rpm) (min−1) | 생산 기간 |
| ------ | ----------------------- | ------------------ | ---------------- | ----------- | -------------------- | ----------------------- | --------- |
| 가솔린 | V 200, 비토 113         | M111 E20           | 1998 cm3 (2.0 L) | R4/16       | 95 kW (129 HP)/5100  | 186 Nm/3600–4500        | 1996–2003 |
| 가솔린 | V 230, 비토 114         | M111 E23           | 2295cm3 (2.3 L)  | R4/16       | 105 kW (143 HP)/5000 | 215 Nm/3500–4500        | 1996–2003 |
| 가솔린 | V 280                   | 폭스바겐 VR6       | 2792 cm3 (2.8 L) | 6/12        | 128 kW (174 HP)/6000 | 237 Nm/2800–3200        | 1997-2003 |
| 디젤   | 비토 108 D              | OM601 D23          | 2299 cm3 (2.3 L) | R4/8        | 58kW (79 HP)/3800    | 152 Nm/2300-3000        | 1996-1999 |
| 디젤   | V 230 TD, 비토 110 D    | OM601 D23 LA       | 2299 cm3 (2.3 L) | R4/8        | 72 kW (98 HP)/3800   | 230 Nm/1700-2400        | 1996-1999 |
| 디젤   | 비토 108 CDI            | OM611 DE22 LA red. | 2151 cm3 (2.2 L) | R4/16       | 60 kW (82 HP)/3800   | 200 Nm/1500-2400        | 1999-2003 |
| 디젤   | V 200 CDI, 비토 110 CDI | OM611 DE22 LA red. | 2151 cm3 (2.2 L) | R4/16       | 75 kW (102 HP)/3800  | 250 Nm/1600–2400        | 1999-2003 |
| 디젤   | V 220 CDI, 비토 112 CDI | OM611 DE22 LA      | 2151 cm3 (2.2 L) | R4/16       | 90 kW (122 HP)/3800  | 300 Nm/1800–2500        | 1999-2003 |

## 2세대 (W639; 2003년)

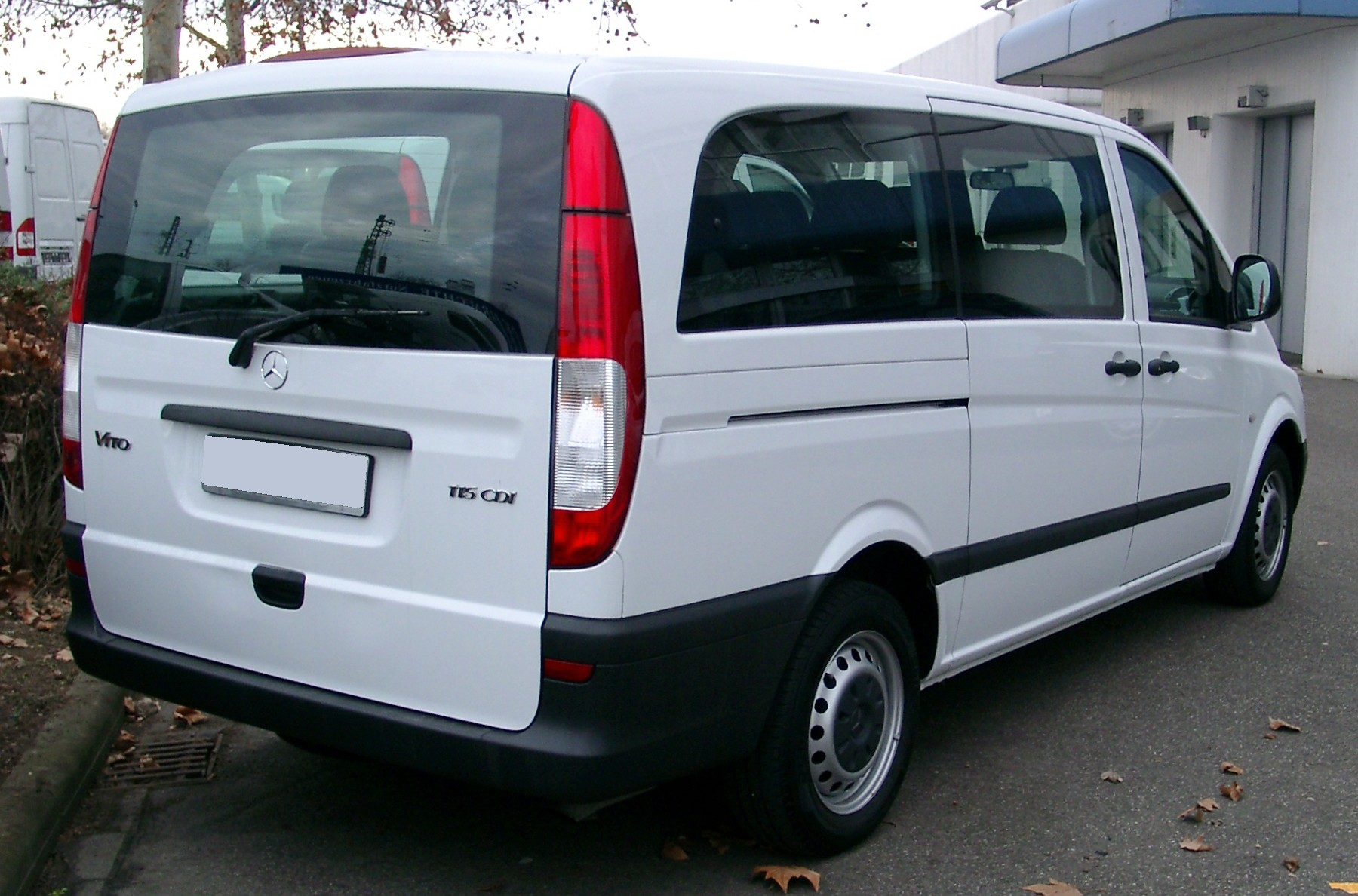
2세대 비토의 후면부

대부분의 시장에서 6개 또는 7개의 좌석이 기본으로 제공된다. 비아노는 후면에 3인승 벤치 2개를 장착하여 8인승 승객 운반 차량으로 변모할 수 있다. 모든 뒷좌석은 1 in (2.5 cm) 단위로 슬라이딩, 기울기 조절이 가능하며, 서로 마주보도록 회전할 수 있다. 또한 적재 용량을 늘리기 위해 접거나 완전히 제거할 수도 있다. 6인승 및 7인승 모델에는 후면 접이식 테이블이 기본으로 제공된다. 일부 경쟁 모델처럼 뒷좌석을 바닥으로 접어 넣을 수는 없다.
모든 좌석을 제거하면 비아노 익스트라-롱 모델은 최대 4,610 리터 (163 cu ft)의 화물을 수용할 수 있으며 최대 930 kg (2,050 lb)의 적재 용량을 갖는다. 제동 장치가 있는 2,500 kg (5,512 lb) 트레일러와 제동 장치가 없는 750 kg (1,653 lb) 트레일러를 견인할 수 있다. 상위 트림 모델에는 조절 가능한 자동 레벨링 후륜 서스펜션이 포함된다.
후륜 구동 덕분에 비아노는 전륜 구동 경쟁 모델보다 회전 반경이 작다. 컴팩트 및 롱 모델의 회전 반경은 11.8 m (39 ft)이며, 익스트라-롱 모델은 12.5 m (41 ft)이다.
일본 승용 모델은 V-클래스로, V 350으로 판매되었다. 초기 모델에는 V 350 트렌드 (우핸들), V 350 앰비언트 (우핸들), V 350 앰비언트 롱 (우핸들)이 포함되었다.
2012년, 메르세데스-벤츠는 호주에서 비아노 아래에 위치하는 엔트리 레벨 승객용 밴으로 발렌테 모델을 출시했다.

### 초기 출시

#### 비토
비토는 2010년 4월 중국에서 출시되었다. 엔진 선택지로는 2.1 리터 OM646 터보 디젤 4기통, 2.5 리터 M272 디젤 V6, 그리고 M272라는 이름도 사용하는 3리터 디젤 V6가 있었다. 4기통 디젤 모델에는 6단 수동 변속기가 기본으로 제공되었고, V6 디젤 모델에는 5단 자동 변속기가 장착되었다. 트림 레벨은 2.1T 디젤 엘리트, 2.1T 디젤 서비스, 2.5L 엘리트, 2.5L 서비스, 3.0L 서비스, 3.0L 비즈니스로 구성되었다. 가격은 316,000위안에서 389,000위안 (2020년 3월 환율 기준 46,000달러에서 55,830달러) 범위였다. 실제 차량 배지로는 2.1리터 디젤 모델은 115 CDI로, 2.5리터 V6 모델은 119로, 3리터 V6 모델은 122로 알려졌다. W639 비토는 2016년 W447로 계승되었지만, 2020년 현재 대부분의 W639 비토는 중국 시장에서 베이징시의 구급차로 여전히 사용되고 있다.
2세대 메르세데스-벤츠 비토는 이전 모델보다 유선형 디자인을 갖추고 있으며, 새로운 엔진 라인업과 후륜구동(RWD) 구동계로 구동된다.
윈드실드와 A 필러의 각도가 더 수평에 가깝고, 계기판은 더 커졌으며, 보닛은 더 작아졌다. 신형 비토는 세 가지 길이와 네 가지 디젤 엔진 버전으로 제공된다: 109 CDI, 111 CDI, 115 CDI(모두 4기통 2.2리터 엔진으로 구동) 및 120 CDI(3.0리터 V6 유닛 장착). 모델 번호는 엔진 출력과 관련이 있다. 현재 109는 95 PS (70 kW; 94 hp), 111은 116 PS (85 kW; 114 hp), 115는 150 PS (110 kW; 148 hp), 120은 204 PS (150 kW; 201 hp)이다. Blue-efficiency 기술은 선택 사항이다. 차량에는 연비를 고려하여 설계된 새로운 6단 수동 변속기 기어비가 적용되었다. 2세대 비토는 유로 3을 준수하며 (2006년 11월부터는 유로 4도 준수), 2010년 10월부터 상업용 차량(밴)에 유로 3 기준을 요구하는 런던 저공해 지역에서 면제된다.

#### 비토 런던 택시

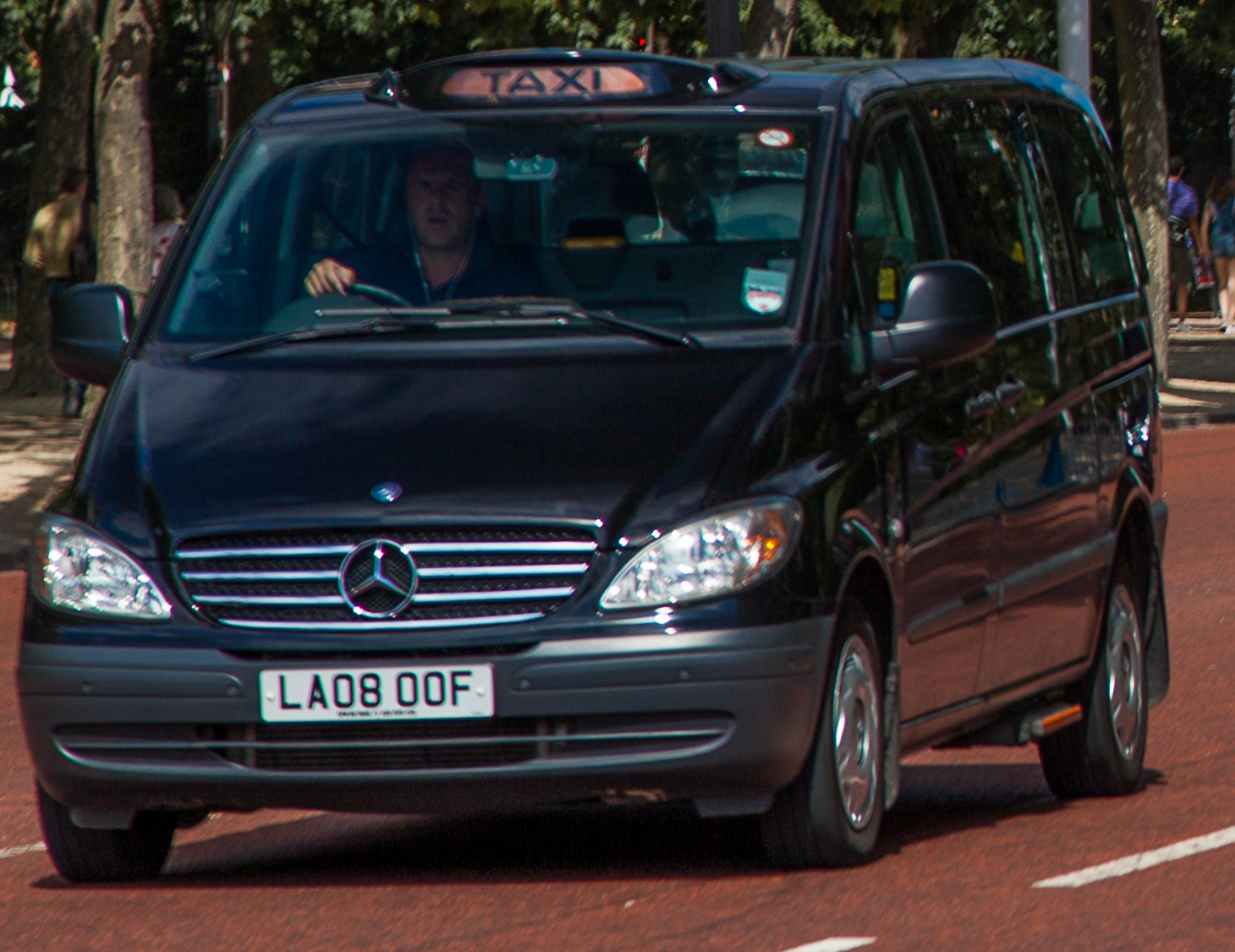
비토 런던 택시

2008년 8월, 비토의 한 변형 모델이 런던의 허가받은 '블랙캡'으로 사용하도록 공공운송국의 승인을 받았다. 비토 택시에는 전동 슬라이딩 도어, 전동 스텝, 6인용 좌석이 포함된다. 비토의 후륜 스티어링은 25 ft (7.6 m) 회전 반경과 휠체어 접근성을 포함한 PCO의 엄격한 적합성 조건 요구 사항을 충족할 수 있도록 한다. '트래블라이너' 모델의 변형인 이 차량은 코번트리에서 펜소(Penso)가 제작한다. 후륜 조향 시스템은 one80에서 라이선스를 받았으며, Eco City Vehicles의 자회사인 KPM-UK 택시를 통해 유통된다.
신형 택시는 TX 및 메트로 모델과 동일한 방식으로 유명한 U턴을 수행하지 않으며, 대신 스티어링 휠 옆의 버튼으로 작동되는 전동식 후륜 시스템을 통합한다. 이 시스템은 후륜을 전륜과 반대 방향으로 회전시켜 택시가 TX 및 메트로 모델과 동일한 작은 회전 반경을 수행할 수 있도록 한다. 이 시스템은 차량이 5 mph (8.0 km/h) 미만의 속도로 주행할 때만 가능하며, LSM이 활성화된 상태에서 차량이 이 속도를 초과하면 비활성화되고 바퀴는 직진한다.
TX 모델보다 길고 넓지만, 좁은 공간을 통과하는 데는 2009년부터 기본으로 장착된 전동 접이식 윙 미러가 도움이 된다.

#### 비아노 마르코 폴로

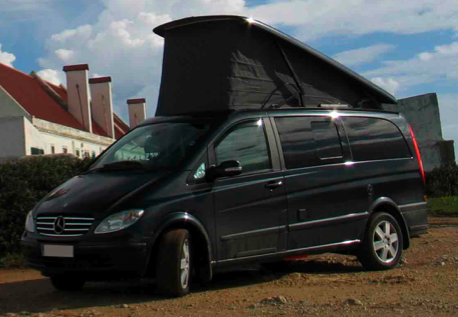
비아노 마르코 폴로 캠핑 에디션

일부 국가에서는 마르코 폴로로 알려진 캠핑 파생 모델을 이용할 수 있다. 이 모델에는 간이 주방(가스레인지, 싱크대, 40L 냉장고, 수납공간 포함), 다기능 옷장, 그리고 큰 공기 스프링 침대로 변환할 수 있는 후면 슬라이딩 벤치 시트가 장착되어 있다. 팝업 루프도 기본으로 제공되며(전동 보조 장치는 선택 사항), 내부에서 서서 이동할 수 있는 높이를 제공한다. 추가 침대는 팝업 루프 공간에 설치하여 최대 4인까지 숙박 인원을 늘릴 수 있다. 깨끗한 물과 폐수 탱크는 차량 외부에서 접근할 수 있으며, 가스 실린더 베이는 내부 캐비닛 안에 숨겨져 있다. 보조 배터리는 앞 승객석 아래에 포함된다. 최대 6개의 선택적 개별 시트를 장착하여 MPV의 유연성을 극대화할 수 있지만, 캠핑 모드에서는 4개의 시트(위에서 언급한 2인승 벤치 포함)만 사용할 수 있다.
마르코 폴로는 웨스트팔리아와 협력하여 설계 및 제작되었으며, 폭스바겐 캠핑밴도 1999년까지는 웨스트팔리아와 협력했으나, 이후 다임러 AG가 웨스트팔리아의 지배 지분을 인수하면서 폭스바겐은 상업용 차량을 단독으로 캠핑밴으로 개조해야 했다. 이 모델은 폭스바겐 캘리포니아와 유사한 레이아웃을 가지며 경쟁 모델이다.

#### 비아노 X-클루시브 (2008년~2010년)
이 에디션은 2008년부터 2010년까지 유럽 시장에서만 가솔린 기관 또는 디젤 V6 엔진과 함께 판매되었다. 브릴리언트 실버 또는 흑요석 블랙 메탈릭 도색으로 제공되었으며, 재설계된 라디에이터 그릴, 18인치 알로이 휠, 크롬 도금 배기 테일파이프, 사이드 스커트, 그리고 독특한 전후면 범퍼가 특징이었다. 실내는 페블 또는 무연탄 색상의 '트윈' 가죽 시트와 회색 또는 갈색 버월넛 우드 액센트 중 선택이 가능했다.

#### 엔진
| 연식      | 모델 및 변속기                 | 엔진          | 출력                        | 토크                            | 최고 속도          | 0–62 mph (0–100 km/h) | 연비                         | 배출     |
| 디젤      | 디젤                           | 디젤          | 디젤                        | 디젤                            | 디젤               | 디젤                  | 디젤                         | 디젤     |
| --------- | ------------------------------ | ------------- | --------------------------- | ------------------------------- | ------------------ | --------------------- | ---------------------------- | -------- |
| 2004–2007 | 비아노 2.0 CDI                 | 2.2 L, 4 in-L | 109 PS (80 kW)              | 290 N·m (214 lb·ft)             | 99 mph (159 km/h)  | 17.6 s                | 31.7 mpg-imp (8.9 L/100 km)  | 235 g/km |
| 2004–2007 | 비아노 2.0 CDI 터치시프트      | 2.2 L, 4 in-L | 109 PS (80 kW)              | 290 N·m (214 lb·ft)             | 98 mph (158 km/h)  | 17.3 s                | 31.7 mpg-imp (8.9 L/100 km)  | 235 g/km |
| 2007–2010 | 비아노 2.0 CDI                 | 2.2 L, 4 in-L | 116 PS (85 kW)              | 290 N·m (214 lb·ft)             | 99 mph (159 km/h)  | 17.6 s                | 34.9 mpg-imp (8.1 L/100 km)  | 215 g/km |
| 2007–2010 | 비아노 2.0 CDI 터치시프트      | 2.2 L, 4 in-L | 116 PS (85 kW)              | 290 N·m (214 lb·ft)             | 98 mph (158 km/h)  | 17.3 s                | 32.8 mpg-imp (8.6 L/100 km)  | 229 g/km |
| 2004–2010 | 비아노 2.2 CDI                 | 2.2 L, 4 in-L | 150 PS (110 kW)             | 330 N·m (243 lb·ft)             | 112 mph (180 km/h) | 14.9 s                | 34.9 mpg-imp (8.1 L/100 km)  | 215 g/km |
| 2004–2010 | 비아노 2.2 CDI 터치시프트      | 2.2 L, 4 in-L | 150 PS (110 kW)             | 330 N·m (243 lb·ft)             | 111 mph (179 km/h) | 13.0 s                | 32.8 mpg-imp (8.6 L/100 km)  | 229 g/km |
| 2006–2010 | 비아노 3.0 CDI 터치시프트      | 3.0 L, 6 in-V | 204 PS (150 kW)             | 440 N·m (325 lb·ft)             | 123 mph (198 km/h) | 9.2 s                 | 30.7 mpg-imp (9.2 L/100 km)  | 244 g/km |
| 가솔린    |                                |               |                             |                                 |                    |                       |                              |          |
|           | 비아노 3.0 V6 터치시프트       | 3.2 L, 6 in-V | 190 PS (140 kW)             |                                 |                    |                       |                              |          |
|           | 비아노 3.2 V6 터치시프트       | 3.2 L, 6 in-V | 218 PS (160 kW)             |                                 |                    |                       |                              |          |
| 2004–2007 | 비아노 3.7 V6 터치시프트       | 3.7 L, 6 in-V | 231 PS (170 kW)             | 345 N·m (254 lb·ft)             | 119 mph (192 km/h) | 11.0 s                | 23.2 mpg-imp (12.2 L/100 km) | 294 g/km |
| 2007-     | 비아노 3.5 V6 터치시프트       | 3.5 L, 6 in-V | 258 PS (190 kW)             | 340 N·m (251 lb·ft)             | 127 mph (204 km/h) | 9.3 s                 | 23.7 mpg-imp (11.9 L/100 km) | 284 g/km |
| n/a       | 비아노 4.4 브라부스 터치시프트 | 4.3 L, 6 in-V | 325 PS (239 kW)             | 430 N·m (317 lb·ft)             | 143 mph (230 km/h) | 7.2 s                 | n/a                          | n/a      |
| 2004-     | 비아노 6.1 브라부스 터치시프트 | 6.0 L, 8 in-V | 426 PS (313 kW) at 5400 rpm | 621 N·m (458 lb·ft) at 4100 rpm | 245 km/h (152 mph) | 6.2 s                 | n/a                          | n/a      |

#### 안전
두 개의 정면 에어백과 (상위 트림 레벨에서는) 전면 측면 에어백이 기본으로 장착되며, 전면 창문 에어백은 선택 사항으로 제공된다. 전자 제어 주행 안정 장치(ESP), 트랙션 컨트롤 시스템(ASR), ABS(ABS), 전자 제동력 분배(EBV) 및 브레이크 어시스트(BAS)는 모두 기본으로 장착된다. BAS가 활성화되면 비상등이 깜빡여 후방 운전자에게 비아노 운전자가 비상 제동 조작을 하고 있음을 경고한다.
각 좌석에는 벨트 텐셔너와 힘 제한기가 있는 3점식 안전벨트와 조절 가능한 헤드레스트가 장착되어 있다.
비아노는 2008년 유로 NCAP 자동차 안전 테스트를 거쳤으며 다음 등급을 받았다.
| 유로 NCAP    | 등급 |
| ------------ | ---- |
| 성인 승객:   | 4/별 |
| 어린이 승객: | 3/별 |
| 보행자:      | 1/별 |

오스트랄라시아 신차 평가 프로그램(ANCAP)도 비아노를 테스트하여 37점 만점에 32.66점을 부여했다. 이는 호주와 뉴질랜드에서 최고 별 5개 등급을 받은 유일한 밴이다.
| ANCAP | 등급 |
| ----- | ---- |
| 안전: | 5/별 |

#### 환경 영향
에코테스트는 EU4 준수 2.0 CDI 116 PS (85 kW; 114 hp) 및 2.2 CDI 150 PS (110 kW; 148 hp) 수동 모델과 EU5 준수 2.2 CDI 163 PS (120 kW; 161 hp) 터치시프트 모델의 배출가스를 분석했으며, 결과는 다음과 같다.
| (68/100) | 2006–2010 | 2.0 CDI 수동 | 116 hp | 디젤 |
| (46/100) | 2004–2010 | 2.2 CDI 수동 | 150 hp | 디젤 |

Next Green Car는 공식 차량 배출 데이터를 분석하는 전문가 환경 단체로, 비아노에 등급을 매겼다. 이 그린 등급(0(가장 깨끗함)부터 100(가장 더러움)까지)은 다음과 같다.
| 68 | 2006–2010 | 3.0 CDI 터치시프트 | 204 hp |
| 70 | 2004–2010 | 2.0 CDI 터치시프트 | 116 hp |
| 71 | 2004–2010 | 2.0 CDI 수동       | 116 hp |
| 71 | 2004–2010 | 2.2 CDI 수동       | 150 hp |
| 75 | 2007–2010 | 3.5 V6 터치시프트  | 258 hp |
| 79 | 2004–2010 | 2.2 CDI 터치시프트 | 150 hp |

#### 리뷰

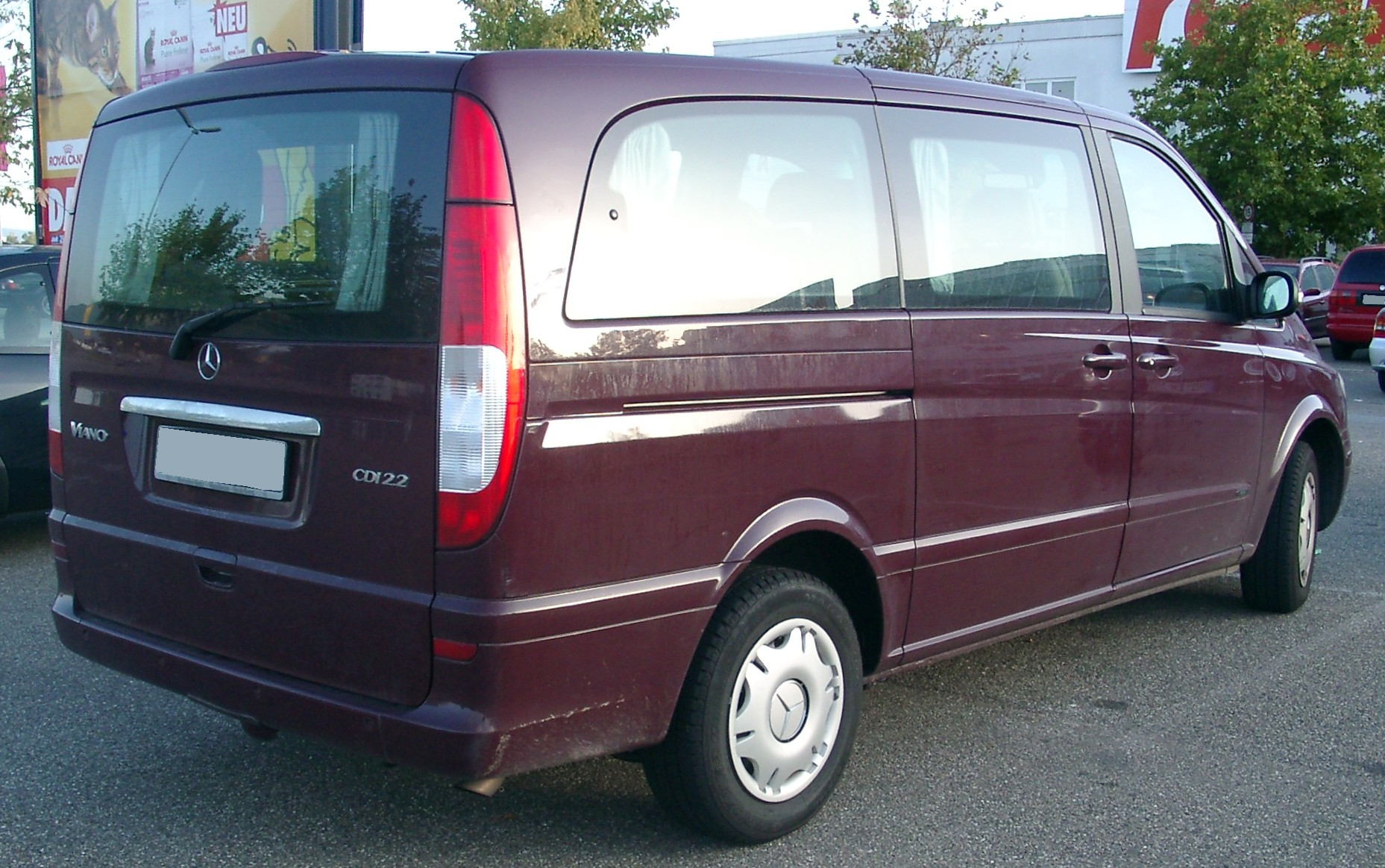
페이스리프트 전 후방 3/4 시점

메르세데스-벤츠 비아노는 자동차 언론으로부터 긍정적인 평가와 엇갈린 평가를 받았다. 밴 기반 디자인은 일부 비평가들에게는 장점으로, 다른 비평가들에게는 단점으로 여겨졌다. 2010년 7월 현재 페이스리프트된 비아노에 대한 리뷰는 없다.
- AA, 디 [22]
'비즈니스 세계에서 이미지는 모든 것이며, 비아노가 비즈니스 여행의 거물이라는 사실은 놀랄 일이 아니다.'
- 오토카 [23]
'여전히 MPV보다는 밴에 가깝다. 공항 수송용.'
- 파커스 [24]
'장점: 8명이 편안하게 탑승 가능, 거대하고 다용도적인 실내, 뛰어난 디젤 엔진'.
'단점: 거대한 크기로 인해 조작이 어려움, 상업용 차량의 흔적이 남아 있음.'
- RAC [25]
'넓은 좌석과 넉넉한 수하물 용량의 희귀한 조합으로, 비아노는 실용성의 귀감이다...'
- 왓 카? [26]
'장점 – 두 가지 휠베이스와 세 가지 차체 길이, 다양한 좌석 배치 및 넓은 실내 공간이 제공된다. 슬라이딩 리어 사이드 도어는 접근을 용이하게 한다.'
'단점 – 비싼 옵션이며, 일부 영역에서 밴의 흔적이 드러난다. 엔진은 시끄럽고 차량의 모든 다용성을 사용하기 쉽지 않다...'
- 야후! 자동차 [27]
"대부분의 MPV는 사람들이 가득 차면 수하물을 놓을 곳이 없기 때문에 그다지 실용적이지 않다. 넓은 비아노에는 그런 문제가 없다."[28]

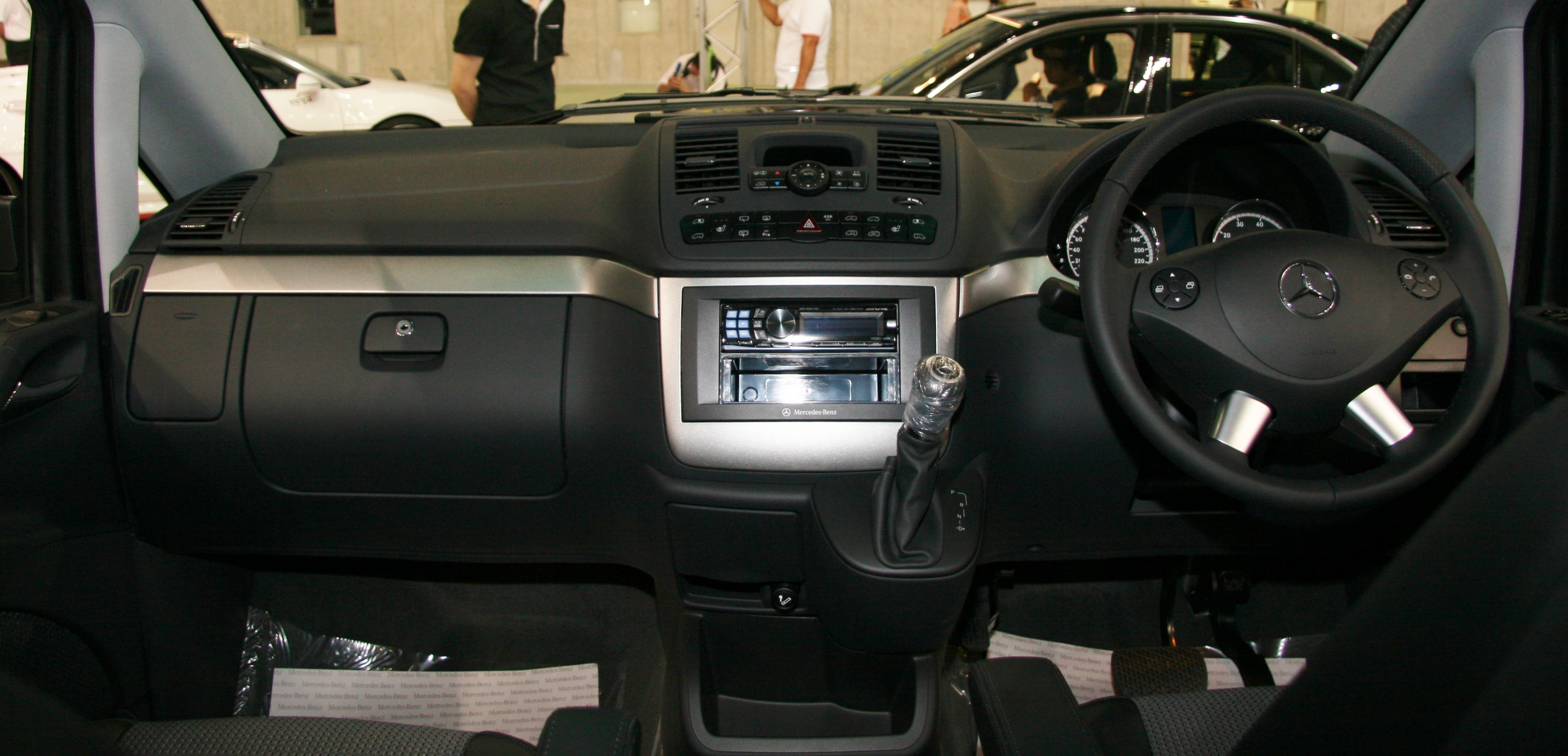
V-클래스 실내

#### 모터스포츠
- 2006년: 비아노는 다카르 랠리에서 메르세데스-벤츠 서비스 및 퀵파워 팀의 지원 차량으로 활약했다.[29]
- 2009년: 비아노는 19회 SUV 카테고리에서 아일랜드인 자네트 제임스(Jeanette James)를 파일럿으로, 프랑스인 안느-마리 오르톨라(Anne-Marie Ortola)를 내비게이터로 하여 아이차 데 가젤 랠리에서 우승을 차지했다.[29]

#### 생산
2010년 4월 16일, 중국 푸저우시의 푸젠 다임러 자동차 공장에서 비아노 W639 조립이 시작되었다. 중국 모델 버전의 부품 및 자동차 부품 중 40%는 현지 회사에서 제조된다. 중국 모델은 2010년 4월 중국(홍콩, 중화인민공화국, 대만), 대한민국 및 동남아시아 시장에 출시되었다.

### 2010년 페이스리프트

#### 비아노

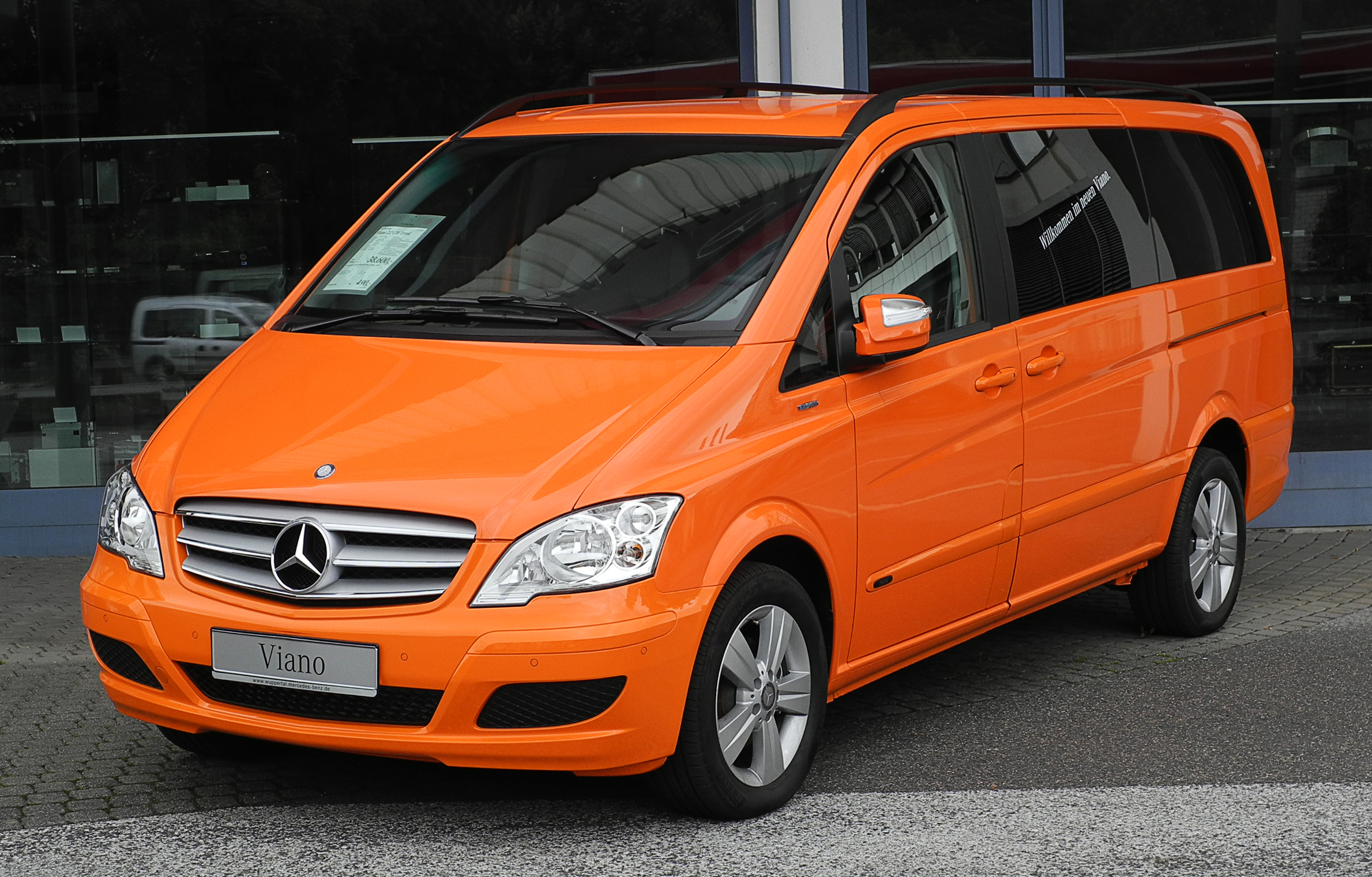
페이스리프트 후 비아노, 롱 버전

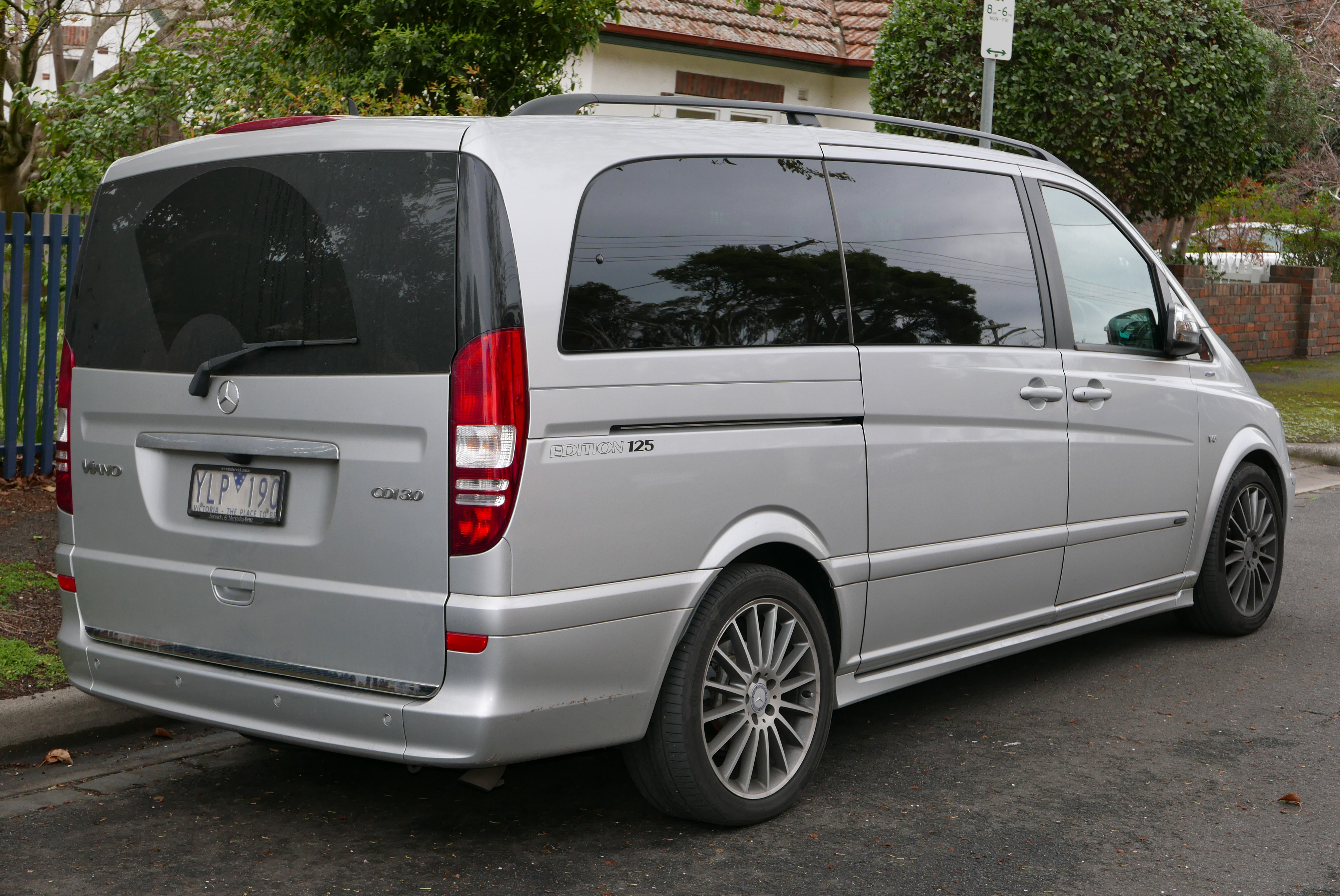
비아노 롱 버전 후면부

비아노 라인업의 변경 사항에는 표준 BlueEFFICIENCY 기술, 새로운 실내 트림 재료, 조도 조절이 가능한 개별 LED 독서등 및 광섬유 유닛을 포함한 새로운 앰비언트 조명 시스템, 선택 사양인 뒷좌석 엔터테인먼트 시스템, 재설계된 운전석, 각 특정 모델에 맞춰 특별히 튜닝된 전후륜 액슬을 갖춘 새로운 서스펜션, 그리고 EU 5 배출 기준 준수가 포함된다.
페이스리프트된 라인업에는 100 kW (134 hp; 136 PS)에서 190 kW (255 hp; 258 PS) (CDI 2.0, CDI 2.2, CDI 3.0, 3.5)의 4기통 및 6기통 디젤 및 가솔린 엔진이 포함되었다.
4륜 구동(4MATIC)은 4기통 디젤 엔진 모델에서 선택 사항이다. 정상 작동 시 시스템은 구동 동력을 전륜과 후륜 액슬 사이에 35:65로 분배한다. 4MATIC 시스템에는 기계식 차동 잠금 장치가 없지만, 전자식 트랙션 시스템(4ETS)이 있다. 하나 이상의 바퀴가 미끄러운 노면에서 접지력을 잃으면 시스템은 회전하는 바퀴에 짧은 제동 압력을 가하여 그립이 좋은 바퀴로 돌림힘을 증가시킨다. 4륜 구동 차량은 차고가 더 높아 진입, 이탈 및 돌파 각도가 증가한다(각각 20°/28°/19°, 기존 후륜 구동 모델의 14°/22°/14° 대비). 4륜 구동은 차량 총 중량에 80 kg (176 lb)을 추가한다.

#### 비토

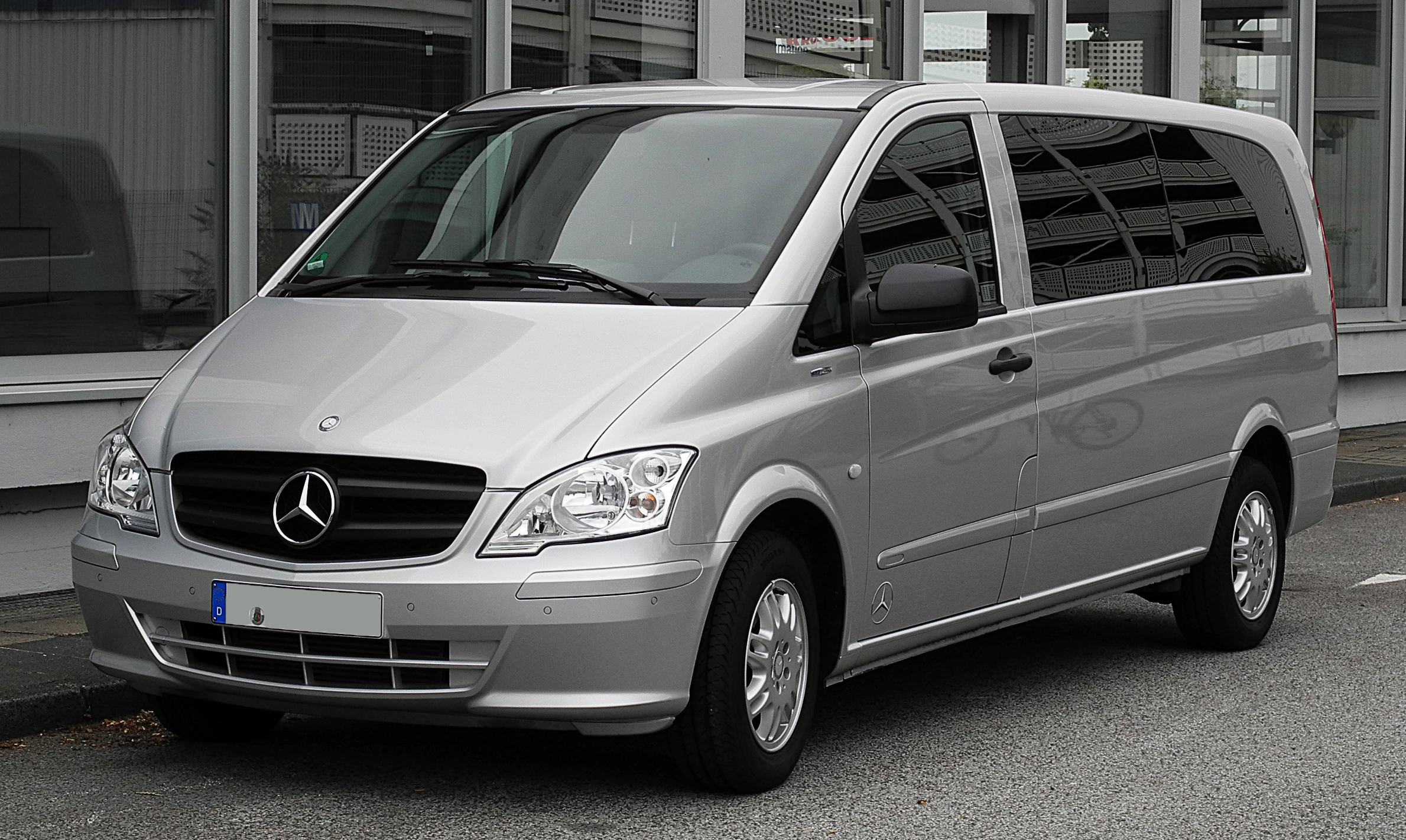
페이스리프트 후 비토

비토의 페이스리프트 버전은 2010년 9월부터 출시되었으며, 재설계된 전후면 라이트, 재설계된 전면 범퍼, 그리고 메르세데스-벤츠 스프린터 라인업에서 가져온 더욱 효율적인 디젤 엔진을 특징으로 한다. 비토의 서스펜션, 계기판, 스티어링 휠, 그리고 전반적인 재료 품질도 개선되었다.
초기 모델에는 비토 110 CDI, 비토 113 CDI, 비토 116 CDI, 비토 122 CDI, 비토 126이 있었으며, 3가지 차체 길이(컴팩트, 롱, 익스트라 롱)로 제공되었다.

#### 비토 E-CELL (2010년~2012년)
개요

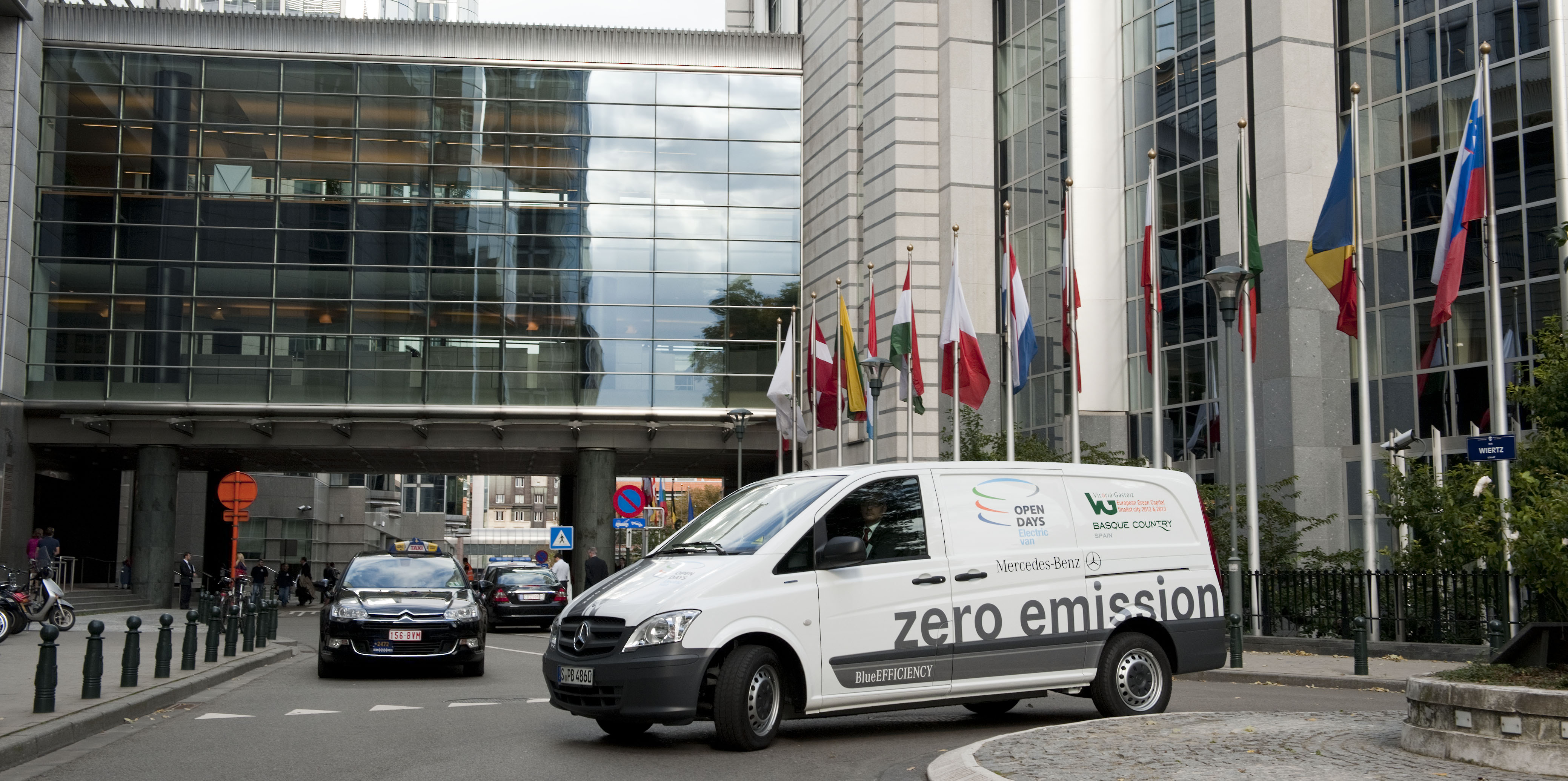
유럽 지역 위원회 본부에서 '메르세데스-벤츠 비토 E-셀' 발표회, 오픈 데이 (2010년 10월 5일, 브뤼셀)

이전의 제한된 생산 및 프로토타입 메르세데스-벤츠 전기차량 개발 노력에는 1972년 LE 306; T1 기반 307 E (1980) 및 308 E (1988); MB100 E (1992); 스프린터 308 E (1995); 그리고 비토 108 E (1996)가 포함된다.
E-Cell은 2010년 Post Expo에서 공개되었으며, 바닥 유닛에 위치한 36 kWh 리튬 이온 전지 배터리, 81 PS (60 kW; 80 hp)의 전동기 출력 및 280 N·m (207 lb·ft)의 돌림힘으로 구동되었다. 2012년에는 2012 제네바 모터쇼에서 동일한 파워트레인을 갖춘 7인승 비토 E-Cell이 공개되었다. 비토 E-Cell은 2012년에 단종되었는데, 메르세데스-벤츠는 낮은 수요를 이유로 들었다.
생산
비토 E-Cell은 스페인에서 대량 생산되는 최초의 전기차량이다. 이 차량은 비토리아 (스페인)에 있는 메르세데스-벤츠 스페인 공장에서 제조될 예정이다. 메르세데스-벤츠는 비토리아를 전기 밴의 독점 제조 현장으로 선정했다. E-Cell은 기존 동력 비토 및 비아노 밴과 함께 조립될 예정이다.
메르세데스-벤츠는 2010년 말까지 100대의 E-Cell 차량을 생산하고 2011년 말까지 추가로 2,000대를 생산할 것으로 예상했다. 영국 시장에는 첫해에 50대가 배정되었다. 모든 고객은 적합성을 확인하기 위해 심사를 받아야 하며 4년 후 차량을 메르세데스에 반납해야 한다. 첫 번째 생산된 유닛(이미 91대)은 2011년 2월 7일에 공개되었다. 목표는 연말까지 474대를 생산하는 것이다. 이 중 대부분은 해외 기업(주로 독일의 베를린과 슈투트가르트)에 판매될 예정이며, 바스크주 슈퍼마켓 체인 에로스키는 유통 업무를 위해 4대의 밴을 확보했다. 작년에 정부는 이러한 종류의 자동차를 장려하기 위한 계획을 세웠다. 5억 9천만 유로가 지원될 예정이며, 이 중 700만 유로가 'E-Cell' 프로젝트에 투입되었다. 이 프로젝트는 바스크 정부와 독일 정부의 지원도 받게 될 것이다.
구동계

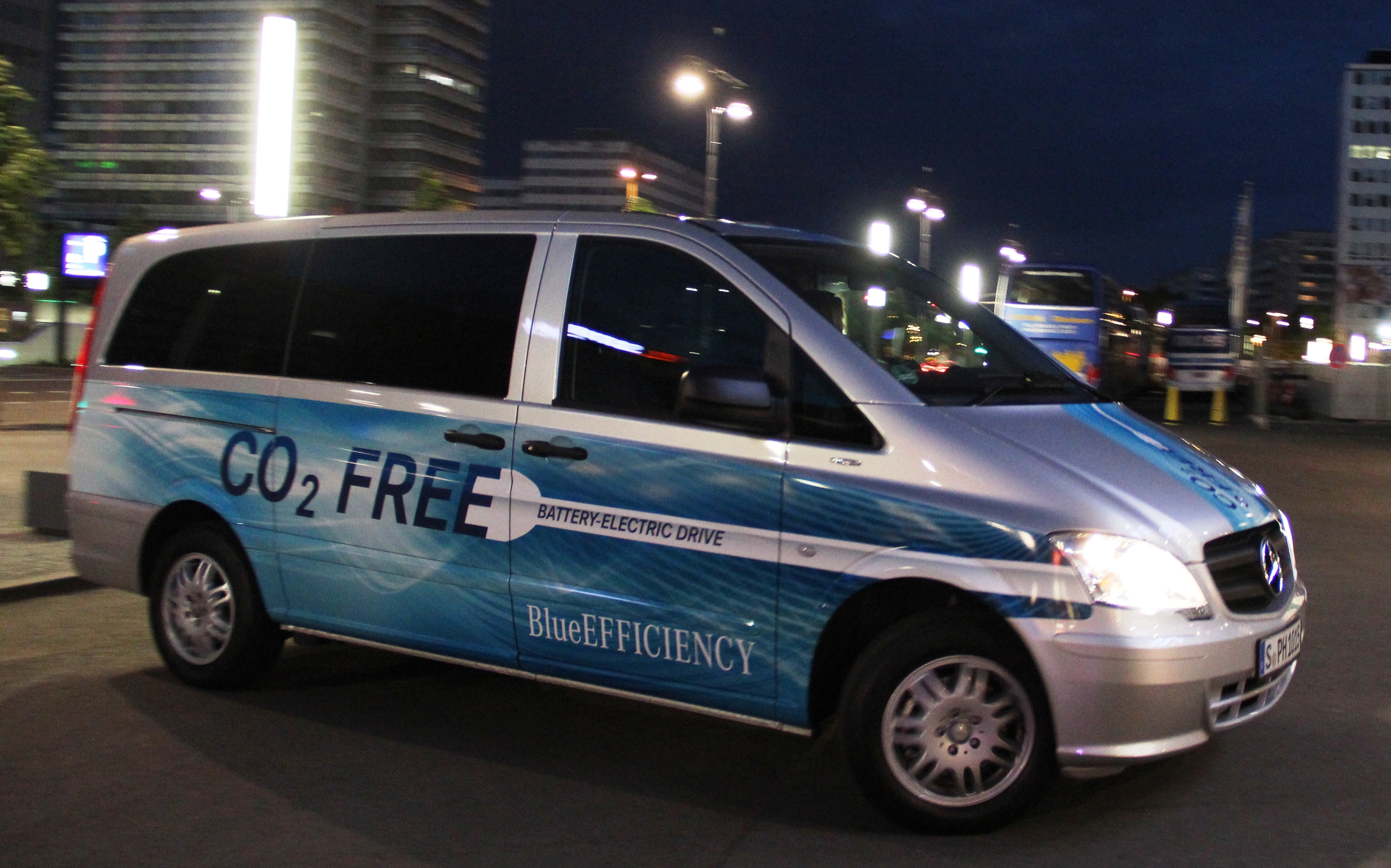
비토 E-CELL (2013)

비토 E-Cell은 밴의 화물 공간 아래에 장착된 36-kWh 리튬 이온 전지 팩을 위한 설치 공간을 확보하기 위해 독특한 전륜구동 방식을 사용한다. 전기 구동 전동기는 60 kW (80 hp; 82 PS)의 정격 출력과 70 kW (94 hp; 95 PS)의 최대 출력을 가진 영구 동기 자석 구동 방식이다. 최고 속도는 80 km/h (50 mph)로 제한되지만, 선택 사항을 통해 120 킬로미터 매 시 (75 mph)로 잠금 해제할 수 있으며, 즉시 사용 가능한 최대 280 N·m (207 lb·ft)의 돌림힘은 현대식 디젤 엔진을 장착한 밴과 유사한 동적 성능을 제공한다.
밴을 움직이는 에너지는 전지에 저장된다. 이 배터리는 섀시 아래(일반적으로 연료 탱크와 프로펠러 샤프트가 있는 곳)에 배치되며, 전기 구동 모터, 변압기 및 충전기는 엔진의 일반적인 위치인 후드 아래에 위치한다. 구동 배터리는 총 192개의 셀로 16개의 모듈로 분할되어 있으며, 고에너지 밀도를 가지며 정격 전압은 360볼트이다. 총 배터리 용량은 36 kWh이며, 이 중 32 kWh는 차량 운행에 사용 가능하다. 배터리 무게는 550 kg (1,213 lb)이며, 수명은 알려져 있지 않다. 이 배터리는 마그나에서 공급하며, 비토 E-Cell에 예상 최대 주행 거리 130 km (81 mi)을 제공하지만, 이는 기상 조건, 지형 또는 화물량에 따라 줄어들 수 있다.  90 and 100 km (56 and 62 mi) 사이의 주행 거리가 더 현실적일 수 있다. 어느 쪽이든, 도시 배달에서 하루 일과를 수행하기에 충분할 것으로 간주된다.
E-Cell에는 최대 6.1 kW (AC)의 전력 입력 속도를 갖춘 온보드 충전기가 장착되어 있다. 총 충전 시간은 고전압 연결(380 또는 400볼트)을 통해 6시간이지만, 가정용 230볼트 전원 공급 장치를 사용하면 총 충전 시간은 두 배인 약 12시간이다. 또한 메르세데스-벤츠는 차량을 리스(4년 / 80,000 km (50,000 mi))로 제공하여, 필요한 경우 배터리 유지 보수 및 교체에 대한 책임은 제조업체에 있다.
섀시 및 용량
비토 E-Cell은 밴의 롱 휠베이스 버전(휠베이스 3.2 m (10 ft))을 기반으로 제작되어 배터리 공간을 충분히 확보할 수 있다. 공간 절약이라는 목표로 이전 모델과 달리 전륜 구동 버전만 제공되므로, 일부 4륜 구동 버전의 서스펜션 구성 요소를 E-Cell에 맞게 개조하는 등 오랜 개발이 필요했다.
이 차량은 900 kg (1,984 lb)의 적재 용량을 가지며, 허용 총 차량 중량은 3,050 kg (6,720 lb)이다.
외관상 비토 E-Cell은 다른 버전과 비교하여 장식 요소를 제외하고는 외부 변화를 보이지 않는다. 차체는 수정되지 않았으며, 이중 슬라이딩 도어와 유용한 후면 '게이트'는 이전과 동일하게 유지된다. 연료 주입구는 차량 충전 포트로 재사용되었다.
비토 E-Cell은 완전하고 현대적인 기능을 갖추고 있으며, 여기에는 고전압 네트워크와 기본 난방 시스템에 연결된 특수 히터가 포함되어 가장 추운 달에도 쾌적한 조건을 보장한다. 안전 측면에서 새로운 메르세데스는 다른 비토 모델과 동일한 수준을 유지한다. 차량에는 프런트 보닛 아래에 많은 전기 구동계 부품이 장착되어 있어 충돌 시 배터리가 충격 요소로 보호된다. 능동 안전 기능 또한 에어백 제어 장치가 활성화되면 고기술 전압 네트워크가 꺼지도록 한다. 비토 E-Cell에는 전자 제어 주행 안정 장치(ESP)와 이중 에어백이 기본으로 장착된다.

#### 엔진
| 모델       | 연식  | 형식/코드                               | 출력, 토크/rpm                                                     |
| ---------- | ----- | --------------------------------------- | ------------------------------------------------------------------ |
| 비아노 3.0 | 2010- | 3,199 cc (195.2 cu in) V6 (M 112 E 32)  | 190 PS (140 kW; 187 hp) at 5600, 270 N·m (199 lbf·ft) at 2750-4750 |
| 비아노 3.5 | 2010- | 3,498 cc (213.5 cu in) V6 (M 272 KE 35) | 258 PS (190 kW; 254 hp) at 5900, 340 N·m (251 lbf·ft) at 2500-5000 |
| 비토 119   | 2010- | 3,199 cc (195.2 cu in) V6 (M 112 E 32)  | 190 PS (140 kW; 187 hp) at 5600, 270 N·m (199 lbf·ft) at 2750-4750 |
| 비토 126   | 2010- | 3,498 cc (213.5 cu in) V6 (M 272 KE 35) | 258 PS (190 kW; 254 hp) at 5900, 340 N·m (251 lbf·ft) at 2500-4000 |

| 모델                                 | 연식  | 형식/코드                                                   | 출력, 토크/rpm                                                         |
| ------------------------------------ | ----- | ----------------------------------------------------------- | ---------------------------------------------------------------------- |
| 비아노 2.0 CDI                       | 2010- | 2,143 cc (130.8 cu in) I4 2단계 터보 (OM 651 DE 22 LA red.) | 136 PS (100 kW; 134 hp) at 3800, 310 N·m (229 lb·ft) at 1400-2600      |
| 비아노 2.0 CDI BlueEFFICIENCY        | 2010- | 2,143 cc (130.8 cu in) I4 2단계 터보 (OM 651 DE 22 LA red.) | 136 PS (100 kW; 134 hp) at 2800–3000, 360 N·m (266 lb·ft) at 1600-2600 |
| 비아노 2.0 CDI 4MATIC                | 2010- | 2,143 cc (130.8 cu in) I4 2단계 터보 (OM 651 DE 22 LA red.) | 136 PS (100 kW; 134 hp) at 3800, 310 N·m (229 lb·ft) at 1400-2600      |
| 비아노 2.0 CDI BlueEFFICIENCY 4MATIC | 2010- | 2,143 cc (130.8 cu in) I4 2단계 터보 (OM 651 DE 22 LA red.) | 136 PS (100 kW; 134 hp) at 2800–3000, 360 N·m (266 lb·ft) at 1600-2600 |
| 비아노 2.2 CDI                       | 2010- | 2,143 cc (130.8 cu in) I4 2단계 터보 (OM 651 DE 22 LA)      | 163 PS (120 kW; 161 hp) at 3800, 360 N·m (266 lb·ft) at 1600-2400      |
| 비아노 2.2 CDI BlueEFFICIENCY        | 2010- | 2,143 cc (130.8 cu in) I4 2단계 터보 (OM 651 DE 22 LA)      | 163 PS (120 kW; 161 hp) at 3800, 360 N·m (266 lb·ft) at 1400-2400      |
| 비아노 2.2 CDI 4MATIC                | 2010- | 2,143 cc (130.8 cu in) I4 2단계 터보 (OM 651 DE 22 LA)      | 163 PS (120 kW; 161 hp) at 3800, 360 N·m (266 lb·ft) at 1600-2400      |
| 비아노 2.2 CDI BlueEFFICIENCY 4MATIC | 2010- | 2,143 cc (130.8 cu in) I4 2단계 터보 (OM 651 DE 22 LA)      | 163 PS (120 kW; 161 hp) at 3800, 360 N·m (266 lb·ft) at 1400-2400      |
| 비아노 3.0 CDI                       | 2010- | 2,987 cc (182.3 cu in) V6 터보 (OM 642 DE 30 LA)            | 224 PS (165 kW; 221 hp) at 3800, 440 N·m (325 lbf·ft) at 1800-2400     |
| 비아노 3.0 CDI BlueEFFICIENCY        | 2010- | 2,987 cc (182.3 cu in) V6 터보 (OM 642 DE 30 LA)            | 224 PS (165 kW; 221 hp) at 3800, 510 N·m (376 lbf·ft) at 1600-2800     |
| 비토 110 CDI                         | 2010- | 2,143 cc (130.8 cu in) I4 2단계 터보 (OM 651 DE 22 LA red.) | 95 PS (70 kW; 94 hp) at 3800, 250 N·m (184 lbf·ft) at 1400-2400        |
| 비토 110 CDI BlueEFFICIENCY          | 2010- | 2,143 cc (130.8 cu in) I4 2단계 터보 (OM 651 DE 22 LA red.) | 95 PS (70 kW; 94 hp) at 3800, 250 N·m (184 lbf·ft) at 1400-2400        |
| 비토 113 CDI                         | 2010- | 2,143 cc (130.8 cu in) I4 2단계 터보 (OM 651 DE 22 LA red.) | 136 PS (100 kW; 134 hp) at 3800, 310 N·m (229 lbf·ft) at 1400-2600     |
| 비토 113 CDI BlueEFFICIENCY          | 2010- | 2,143 cc (130.8 cu in) I4 2단계 터보 (OM 651 DE 22 LA red.) | 136 PS (100 kW; 134 hp) at 3800, 310 N·m (229 lbf·ft) at 1400-2600     |
| 비토 116 CDI                         | 2010- | 2,143 cc (130.8 cu in) I4 2단계 터보 (OM 651 DE 22 LA)      | 163 PS (120 kW; 161 hp) at 3800, 360 N·m (266 lbf·ft) at 1600-2400     |
| 비토 116 CDI BlueEFFICIENCY          | 2010- | 2,143 cc (130.8 cu in) I4 2단계 터보 (OM 651 DE 22 LA)      | 163 PS (120 kW; 161 hp) at 3800, 360 N·m (266 lbf·ft) at 1600-2400     |
| 비토 120 CDI                         | 2006- | 2,987 cc (182.3 cu in) V6 터보 (OM 642 DE 30 LA)            | 224 PS (165 kW; 221 hp) at 3800, 440 N·m (325 lbf·ft) at 1400-2800     |
| 비토 122 CDI                         | 2010- | 2,987 cc (182.3 cu in) V6 터보 (OM 642 DE 30 LA)            | 224 PS (165 kW; 221 hp) at 3800, 440 N·m (325 lbf·ft) at 1400-2800     |
| 비토 122 CDI BlueEFFICIENCY          | 2010- | 2,987 cc (182.3 cu in) V6 터보 (OM 642 DE 30 LA)            | 224 PS (165 kW; 221 hp) at 3800, 440 N·m (325 lbf·ft) at 1400-2800     |
| 비토 204 스포츠                      | 2006- | 2,987 cc (182.3 cu in) V6 터보 (OM 642 DE 30 LA)            | 224 PS (165 kW; 221 hp) at 3800, 440 N·m (325 lbf·ft) at 1400-2800     |

| 모델        | 연식  | 형식/코드 | 출력, 토크                                                                 |
| ----------- | ----- | --------- | -------------------------------------------------------------------------- |
| 비토 E-CELL | 2010- | 전동기 () | 연속: 81 PS (60 kW; 80 hp), 280 N·m (207 lb·ft) 최대: 95 PS (70 kW; 94 hp) |

2011년 9월부터, 비아노 및 비토의 BlueEFFICIENCY 모델에는 운동 에너지의 일부를 전기 에너지로 변환하여 배터리에 저장하는 새로운 발전기 관리 시스템이 포함된다.

#### 변속기
| 모델       | 연식  | 형식     |
| ---------- | ----- | -------- |
| 비아노 3.0 | 2010- | ?        |
| 비아노 3.5 | 2010- | 5단 자동 |

| 모델                                 | 연식  | 형식                        |
| ------------------------------------ | ----- | --------------------------- |
| 비아노 2.0 CDI                       | 2010- | ECO 기어 6단 수동, 5단 자동 |
| 비아노 2.0 CDI BlueEFFICIENCY        | 2010- | ECO 기어 6단 수동, 5단 자동 |
| 비아노 2.0 CDI 4MATIC                | 2010- | 5단 자동                    |
| 비아노 2.0 CDI BlueEFFICIENCY 4MATIC | 2010- | 5단 자동                    |
| 비아노 2.2 CDI                       | 2010- | ECO 기어 6단 수동, 5단 자동 |
| 비아노 2.2 CDI BlueEFFICIENCY        | 2010- | ECO 기어 6단 수동, 5단 자동 |
| 비아노 2.2 CDI 4MATIC                | 2010- | 5단 자동                    |
| 비아노 2.2 CDI BlueEFFICIENCY 4MATIC | 2010- | 5단 자동                    |
| 비아노 3.0 CDI                       | 2010- | 5단 자동                    |
| 비아노 3.0 CDI BlueEFFICIENCY        | 2010- | 5단 자동                    |

#### 성능
| 모델                      | 연식  | 최고 속도          | 가속 (초) | 연비                         | 배출 (g/km) |
| ------------------------- | ----- | ------------------ | --------- | ---------------------------- | ----------- |
| 비아노 2.0 CDI            | 2010- | 108 mph (174 km/h) | 14.1      | 38.7 mpg-imp (7.30 L/100 km) | 192         |
| 비아노 2.0 CDI 터치시프트 | 2010- | 107 mph (172 km/h) | 13.1      | 34.5 mpg-imp (8.2 L/100 km)  | 216         |
| 비아노 2.2 CDI            | 2010- | 117 mph (188 km/h) | 12.1      | 38.7 mpg-imp (7.30 L/100 km) | 192         |
| 비아노 2.2 CDI 터치시프트 | 2010- | 113 mph (182 km/h) | 11.1      | 34.5 mpg-imp (8.2 L/100 km)  | 216         |
| 비아노 3.0 CDI 터치시프트 | 2010- | 125 mph (201 km/h) | 9.1       | 32.8 mpg-imp (8.6 L/100 km)  | 226         |

모든 비아노 및 비토 엔진은 유로 5 배출 기준을 준수했다.

#### 보안
비아노는 탯참(Thatcham)의 신차 보안 등급(NVSR) 기관에서 테스트를 거쳐 다음 등급을 받았다.
| NVSR            | 등급 |
| --------------- | ---- |
| 차량 도난:      | 5/별 |
| 차량 내부 도난: | 3/별 |

#### 환경 영향
에코테스트는 EU4 준수 2.0 CDI 116 PS (85 kW; 114 hp) 및 2.2 CDI 150 PS (110 kW; 148 hp) 수동 모델과 EU5 준수 2.2 CDI 163 PS (120 kW; 161 hp) 터치시프트 모델의 배출가스를 분석했으며, 결과는 다음과 같다.
| (64/100) | 2010 - 계속 | 2.2 CDI 터치시프트 | 163 hp | 디젤 |

Next Green Car는 공식 차량 배출 데이터를 분석하는 전문가 환경 단체로, 비아노에 등급을 매겼다. 이 그린 등급(0(가장 깨끗함)부터 100(가장 더러움)까지)은 다음과 같다.
| 53 | 2010-계속 | 2.0 CDI 수동       | 136 hp |
| 53 | 2010-계속 | 2.2 CDI 수동       | 163 hp |
| 59 | 2010-계속 | 2.0 CDI 터치시프트 | 136 hp |
| 59 | 2010-계속 | 2.2 CDI 터치시프트 | 163 hp |
| 62 | 2010-계속 | 3.0 CDI 터치시프트 | 224 hp |

### 2013년 업데이트
2013년에는 제네바 모터쇼에서 공개된 그랜드 에디션 비아노를 포함하여 여러 특별판이 출시되었다. 일본 시장을 위한 두 가지 특별 모델인 V350 화이트 에디션(50대 한정)과 블랙 에디션(170대 한정)은 추가 장비, 대형 알로이 휠 및 가죽 실내 장식을 특징으로 한다.
2013년 캐러밴 살롱에서 펀(Fun)과 마르코 폴로(Marco Polo)라는 두 가지 업데이트된 캠핑 밴이 출시되었다.

#### 엔진
| 모델       | 연식  | 형식/코드                               | 출력, 토크/rpm                                                     |
| ---------- | ----- | --------------------------------------- | ------------------------------------------------------------------ |
| 비아노 3.0 | 2013- | 3,199 cc (195.2 cu in) V6 (M 112 E 32)  | 190 PS (140 kW; 187 hp) at 5600, 270 N·m (199 lbf·ft) at 2750-4750 |
| 비아노 3.5 | 2013- | 3,498 cc (213.5 cu in) V6 (M 272 KE 35) | 258 PS (190 kW; 254 hp) at 5900, 340 N·m (251 lbf·ft) at 2500-5000 |

| 모델           | 연식  | 형식/코드                                              | 출력, 토크/rpm                                                     |
| -------------- | ----- | ------------------------------------------------------ | ------------------------------------------------------------------ |
| 비아노 2.2 CDI | 2013- | 2,143 cc (130.8 cu in) I4 2단계 터보 (OM 651 DE 22 LA) | 163 PS (120 kW; 161 hp) at 3800, 360 N·m (266 lbf·ft) at 1600-2400 |
| 비아노 3.0 CDI | 2013- | 2,987 cc (182.3 cu in) V6 터보 (OM 642 DE 30 LA)       | 224 PS (165 kW; 221 hp) at 3800, 440 N·m (325 lbf·ft) at 1400-2800 |

영국 모델은 2.2 CDI(롱/익스트라 롱)와 3.0 CDI(롱/익스트라 롱)만 포함했다.

#### 변속기
| 모델       | 연식  | 형식 |
| ---------- | ----- | ---- |
| 비아노 3.0 | 2013- | ?    |
| 비아노 3.5 | 2013- | ?    |

| 모델           | 연식  | 형식               |
| -------------- | ----- | ------------------ |
| 비아노 2.2 CDI | 2013- | 6단 수동, 5단 자동 |
| 비아노 3.0 CDI | 2013- | 6단 수동, 5단 자동 |

#### 생산
2013년 11월 14일 현재, 다임러의 밴 합작 투자 회사인 푸젠 벤츠 자동차(FBAC)는 다롄 완다 그룹으로부터 메르세데스-벤츠 비아노 3.0L 밴 85대 주문을 확보했다.

## 3세대 (W447; 2014년)

### 모델

#### V-클래스 (W447)
3세대 V-클래스는 2014년 R-클래스를 대체하는 풀 사이즈 MPV로 출시되었다. 그러나 이 차량은 메르세데스-벤츠 비아노의 후속 모델로도 판매되었다. 판매는 2014년 5월 독일에서 시작되었고, 6월에는 유럽 전역으로 확대되었다.
V-클래스는 처음에는 롱 휠베이스 모델로 출시되었으며, 컴팩트 및 익스트라 롱 모델은 나중에 출시될 예정이었다. V 250 BlueTEC 기반의 특별 출시 모델은 에디션 1이라 불리며, 가죽 인테리어, 부메스터 사운드 시스템, 대형 알로이 휠, 애질리티 컨트롤 서스펜션 시스템 등 다양한 추가 장비를 장착했다.

#### 비토 (W447)
비토 패널 밴 모델도 2014년에 출시되었다. 비토의 변경 사항에는 표준 어텐션 어시스트 및 측풍 어시스트, 선택 사양인 지능형 라이트 시스템 (LED 지시등, LED 주간 주행등, LED 하향 헤드램프, 코너링 램프 기능이 있는 상향등)이 포함되었다.
이 차량은 2014년 국제 상용차 전시회에서 공개되었다.
2020년에는 소폭의 스타일링 업데이트가 적용된 개선된 버전이 공개되었다.

#### 메트리스 (북아메리카)
이 차량은 2015년부터 미국과 캐나다에서 메르세데스-벤츠 메트리스로 판매되었으며, 2016년형 모델로 출시되었다. 카앤드라이버 매거진에 따르면 출시 당시 미국에서 가장 저렴한 신형 메르세데스-벤츠 모델이었다. 메트리스는 사우스캐롤라이나주 래드슨에 있는 메르세데스-벤츠 밴 공장에서 북미 스프린터와 함께 조립된다. 승객용 및 화물용 모델로 모두 제공된다. 그러나 승객용 버전은 V-클래스와 동등한 고급 운송 수단이 아닌, 택시 및 셔틀 서비스용으로 설계되었다. 북미 시장의 경우, 구동계는 2.0L 터보차저 가솔린 4기통 엔진과 7단 자동 변속기의 단일 선택으로 제한된다.
미국 우정청은 2018년에 발표된 상용품(COTS) 차량 프로그램의 일환으로 최대 30,000대의 우핸들 메트리스 차량을 구매하여 배달 차량 함대를 교체 및 업그레이드할 예정이다.
메르세데스-벤츠 메트리스는 판매 부진과 북미 메트리스에 장착되는 전용 가솔린 엔진의 단종으로 인해 2023년 모델을 마지막으로 미국 및 캐나다 시장에서 단종될 예정이다. 비토는 미국과 캐나다를 제외한 시장에서 계속 판매된다. 더 큰 스프린터는 2023년 이후에도 미국과 캐나다에서 메르세데스-벤츠가 제공하는 유일한 상업용 차량으로 계속 판매되며, 디젤 및 완전 전기차량 파워트레인 옵션만 제공된다.

#### EQV / eVito

##### 전기 화물 밴
W447 섀시를 사용하는 전기 패널 밴 모델인 eVito는 2017년 11월에 출시되었다. 단종된 W639 비토 E-CELL과 비교하여 W447 eVito는 더 큰 에너지 저장 용량(41.4 kWh)과 더 긴 주행 거리(150 km (93 mi))를 제공했다. 순 용량은 35 kWh였으며, 나중에 66/60 kWh로 증가했다. 두 가지 더 긴 휠베이스 길이가 제공되었다. eVito는 3,200 kg (7,100 lb)의 총 차량 중량 (GVWR)을 가지고 있어, GVWR이 2,800 kg (6,200 lb)인 기존 비토보다 최대 적재량이 더 크다.
출시 당시 eVito 밴에는 최대 토크 300 N·m (220 lbf·ft)의 84 kW (113 hp) 전기 구동 전동기가 장착되었다. 최고 속도는 80 km/h (50 mph)로 제한되었지만, 옵션을 통해 120 km/h (75 mph)로 해제할 수 있었다. 온보드 충전기는 최대 7.4 kW의 전력 입력을 가졌다.
메르세데스는 이후 eVito 화물 모델에 더 큰 전기차 배터리 옵션을 도입했다. 2025년 4월 현재, 메르세데스는 eVito 화물 밴에 90 kWh 배터리 옵션을 드디어 제공한다(이전에는 이 배터리 옵션이 승객용 모델에만 제공되었다). 이전에는 승객용 모델에만 제공되던 150 kW (201 hp) 전기 전동기도 도입되었다.

##### 전기 승용 밴
승용 밴 버전은 두 가지 모델로 제공된다: eVito 투어러와 더 고급스러운 메르세데스-벤츠 EQV (V-클래스의 전기 모델). EQV는 2019년 3월 제네바 모터쇼에서 당시 eVito보다 더 강력한 구동계와 더 큰 용량의 배터리를 갖춘 콘셉트 모델로 공개되었다. 생산 프로토타입은 같은 해 8월에 공개되었다. EQV는 총/사용 가능 용량이 100/90 kW-hr인 배터리와 최대 11 kW (AC)를 허용하는 온보드 충전소를 갖추고 있다. 150 kW (201 hp) 전동기는 362 N·m (267 lbf·ft)의 돌림힘 출력을 가지며, 예상 에너지 소비량은 20.8–19.7 kWh/100 km (0.335–0.317 kW·h/mi; 103–108 mpg-e)이다. EQV의 최고 속도는 160 km/h (99 mph)이다. 테스트된 주행 거리는 WLTP 사이클에서 350 km (220 mi)였으며, 관찰된 소비량은 26.3 kWh/100 km (0.423 kW·h/mi; 81 mpg-e)였다.
업데이트된 eVito 투어러는 2020년에 EQV와 동일한 구동계로 공개되었다. 90 kWh의 사용 가능한 용량을 가진 동일한 배터리가 eVito 투어러와 EQV에 제공된다. 메르세데스에 따르면, 이는 eVito 투어러의 경우 421 km (262 mi)의 주행 거리를 의미하며, 최고 속도는 이제 160 km/h (99 mph)이다.

### 생산
2014년 3월 스페인 비토리아 공장에서 V-클래스 생산이 시작되었으며, 이어 2014년 가을에는 메르세데스-벤츠 비토 생산이 시작되었다. 또한 아르헨티나에서도 생산이 시작되었으며, 중국 푸저우시의 푸젠 다임러 자동차 공장에서는 2016년 3월부터 생산이 시작되었다.
제공되는 단 하나의 가솔린 엔진은 특정 시장에서만 판매된다: 미국과 캐나다에서는 메트리스로, 중국과 인도네시아에서는 메르세데스-벤츠 V260으로 판매된다.

### 페이스리프트
2023년 7월 27일 공개된 W447 V-클래스의 페이스리프트 모델은 2024년형으로, 새로운 전면부에는 더 큰 라디에이터 그릴이 추가되었으며, W214에 처음 도입된 LED 라이트 밴드로 둘러싸여 있다. 페이스리프트에는 멀티빔 헤드라이트도 적용되었으며, 메르세데스-벤츠 로고는 보닛에 장착되었다. 눈에 띄는 메르세데스-벤츠 글자가 추가되었고, 다섯 가지 새로운 색상 옵션이 제공된다. 공기 역학적으로 최적화된 17, 18, 19인치 휠을 특징으로 하는 새로운 휠 디자인도 사용할 수 있다. 실내는 새로운 계기판과 최신 메르세데스-벤츠 사용자 경험(MBUX) 시스템을 실행하는 새로운 터치스크린이 도입되었다. 새로운 EQV 및 V-클래스 모델은 이중 12.3인치 와이드스크린 디스플레이를 특징으로 하며, 비토 및 eVito 모델은 모두 10.25인치 중앙 터치스크린과 속도계와 타코미터 사이에 위치한 새로운 5.5인치 디스플레이를 특징으로 하는 새로운 계기판이 장착된다. 새로운 인포테인먼트 시스템은 음악 스트리밍, 증강 현실 내비게이션, 그리고 새로운 "헤이 메르세데스" 온보드 어시스턴트를 특징으로 한다.
이전 모델과 달리, EQV 및 V-클래스 미니밴은 양쪽에 슬라이딩 도어를 갖추고 있으며, 자동변속기 모델에는 전자식 파킹 브레이크가 기본으로 장착된다. 키리스 엔트리 및 시동이 가능한 KEYLESS-GO와 더불어 무선 통신 스마트폰 충전, 야간 주행 시 자동으로 조도 조절되는 후방 실내 조명, 64가지 색상의 앰비언트 실내 조명 등의 추가 고급 기능이 제공된다. MBUX 시스템은 차량의 다른 기능도 모니터링할 수 있다. 예를 들어, 캐빈 뒤에 냉장 화물 공간이 있는 경우, 시스템은 운전자 공간이 최적화된 온도를 유지하도록 보장한다. 새로운 안전 시스템에는 운전자 졸음 감지 시스템, 자동 헤드라이트, 능동형 크루즈 컨트롤 및 교차 교통 보조 기능이 있는 업데이트된 자동긴급제동장치가 포함된다. V-클래스는 반자율 크루즈 컨트롤과 360도 카메라를 특징으로 하는 자동 주차 기능을 갖추고 있다. 사각지대 어시스트, 차선 유지 보조 시스템, 후방 카메라 및 지능형 속도 보조 시스템은 사용 가능한 안전 시스템이다.

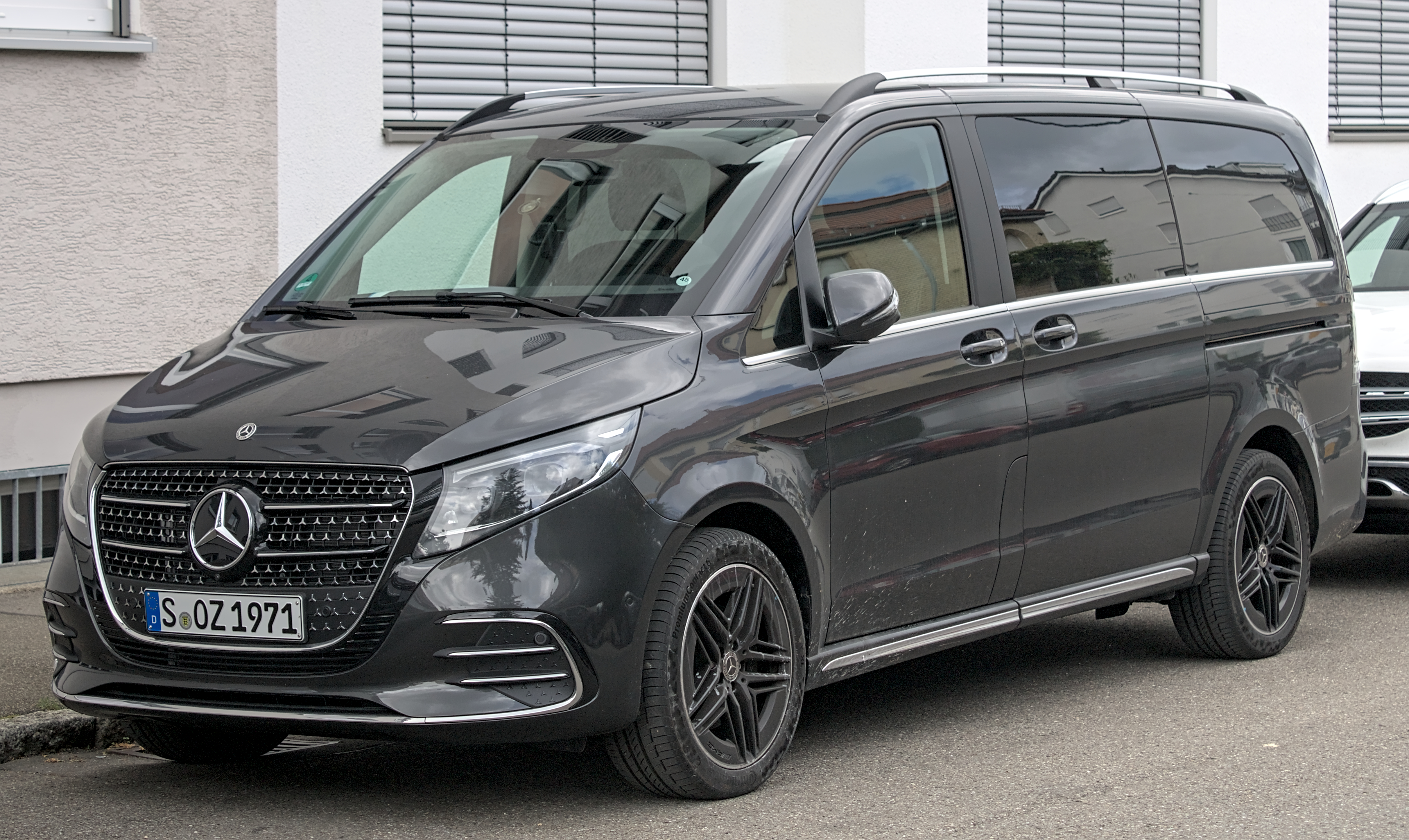
2024 메르세데스-벤츠 V-클래스 (페이스리프트)
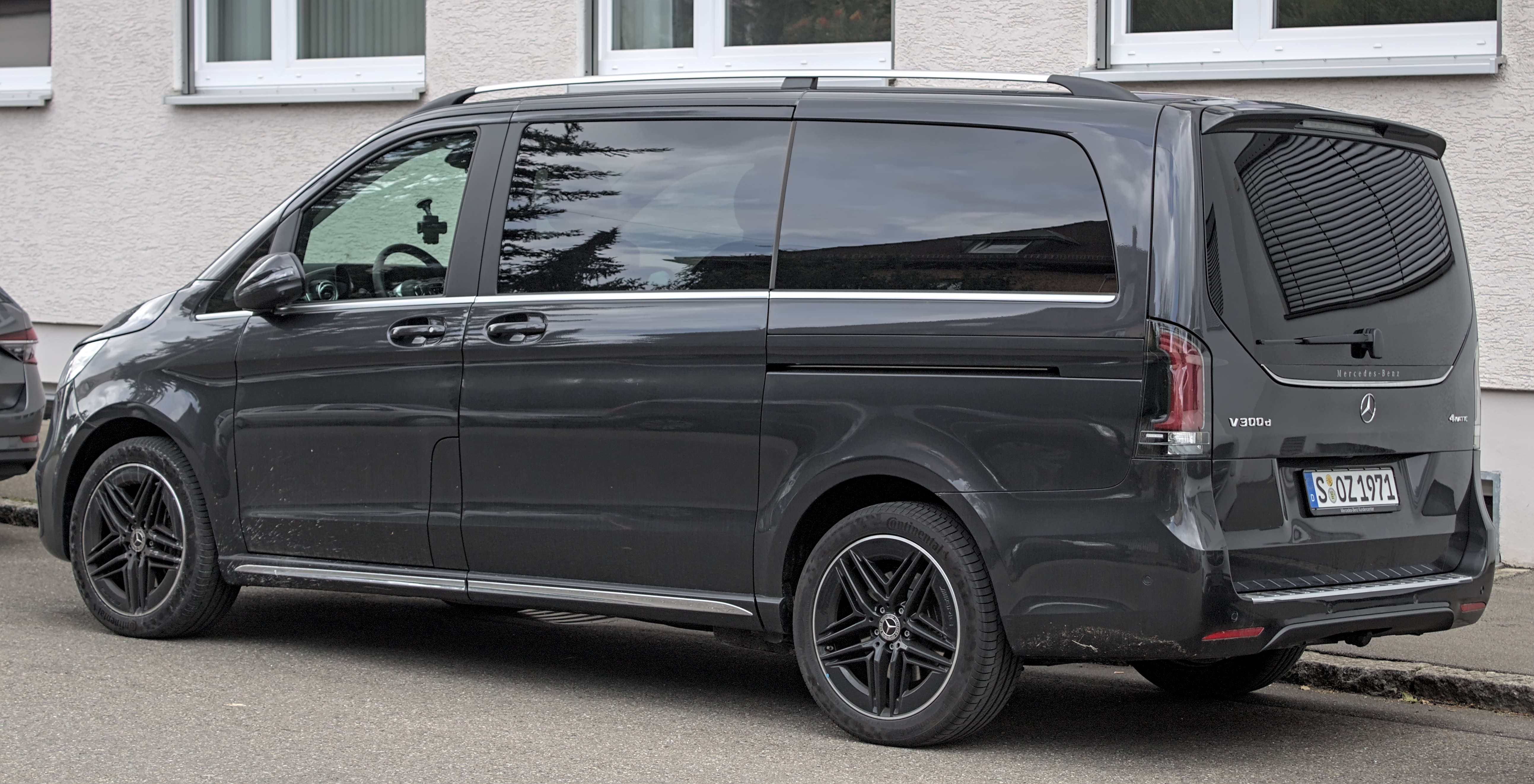
2024 메르세데스-벤츠 V-클래스 (페이스리프트)
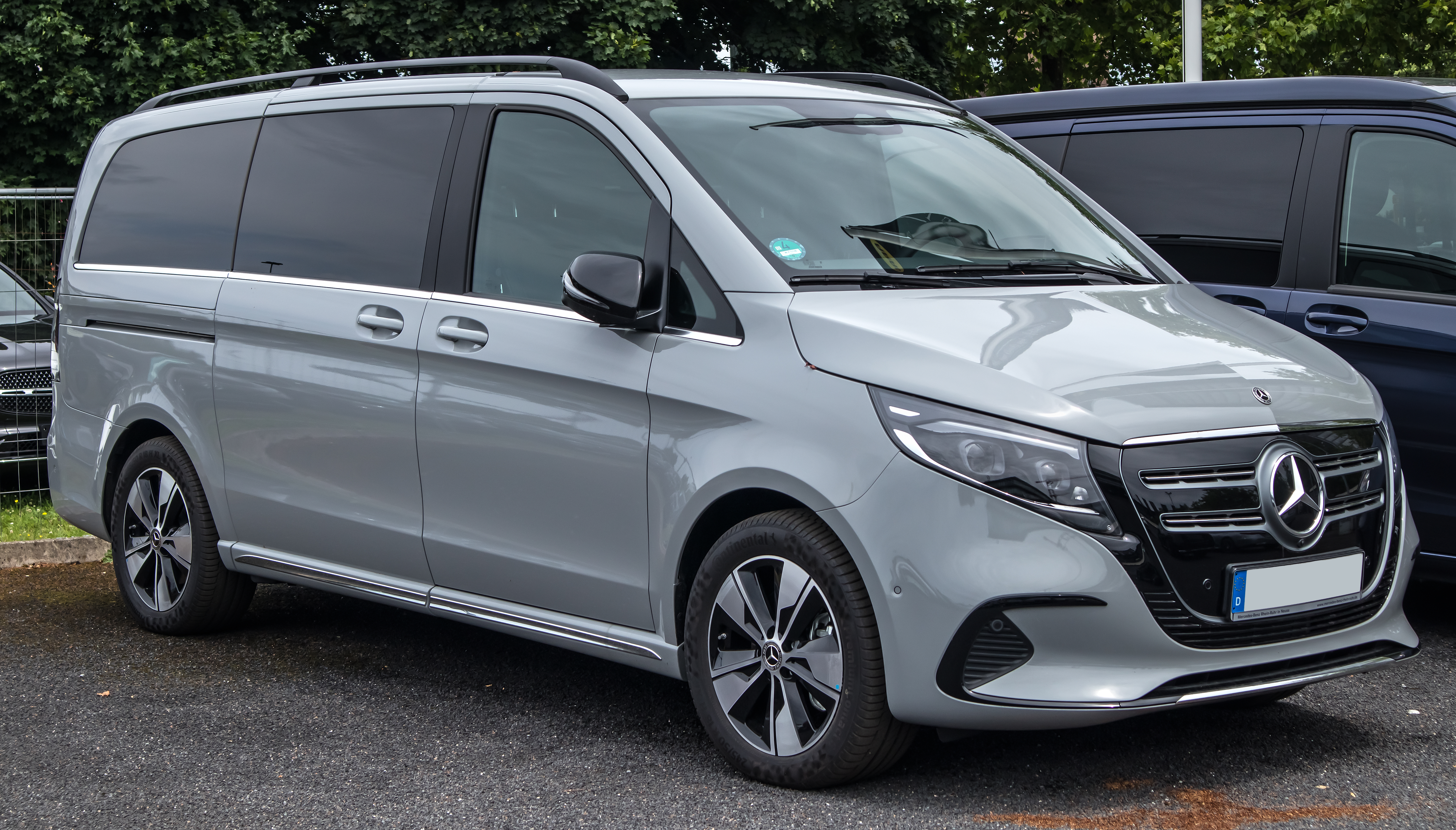
2024 메르세데스-벤츠 EQV (페이스리프트)
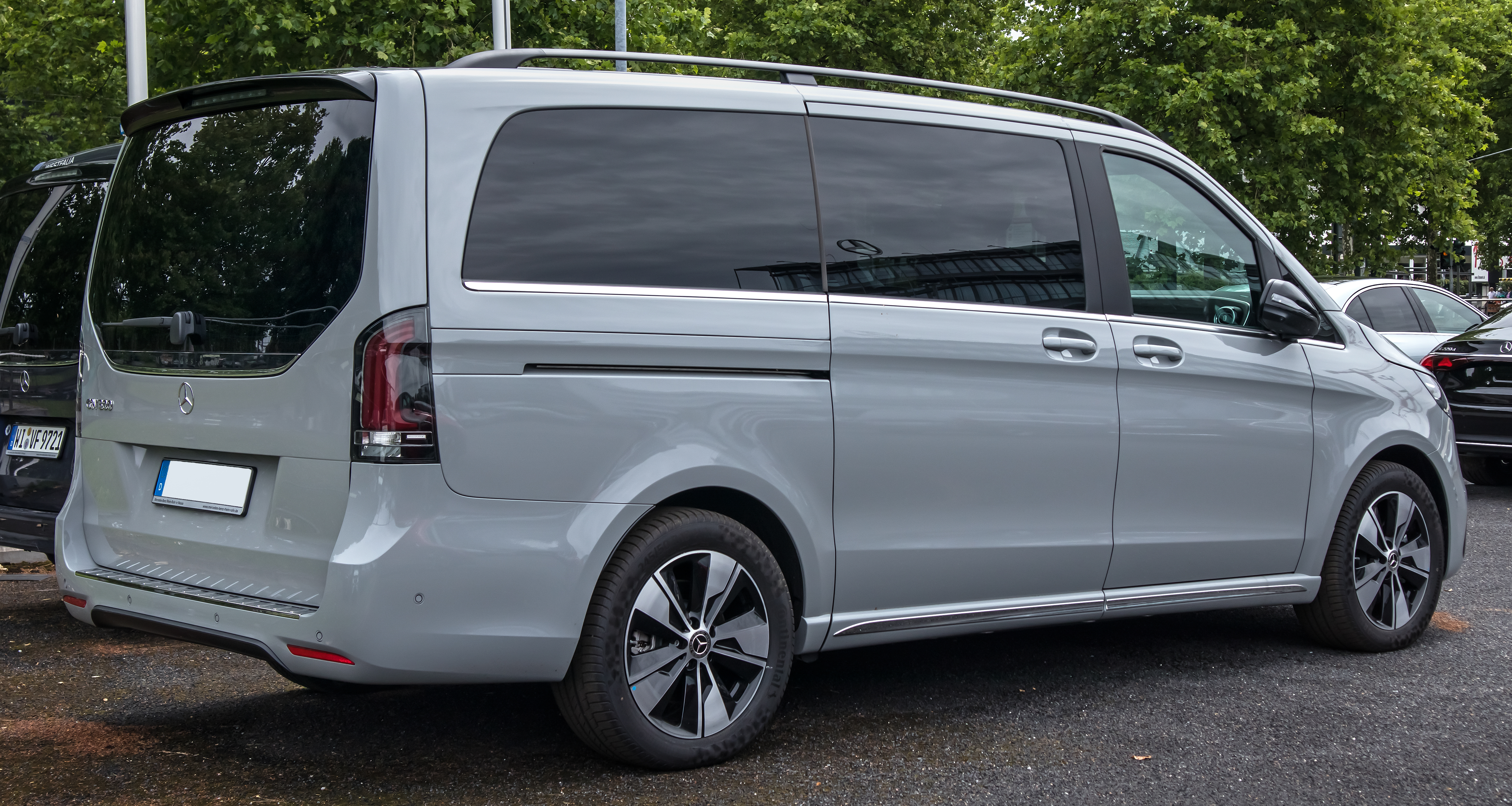
2024 메르세데스-벤츠 EQV (페이스리프트)
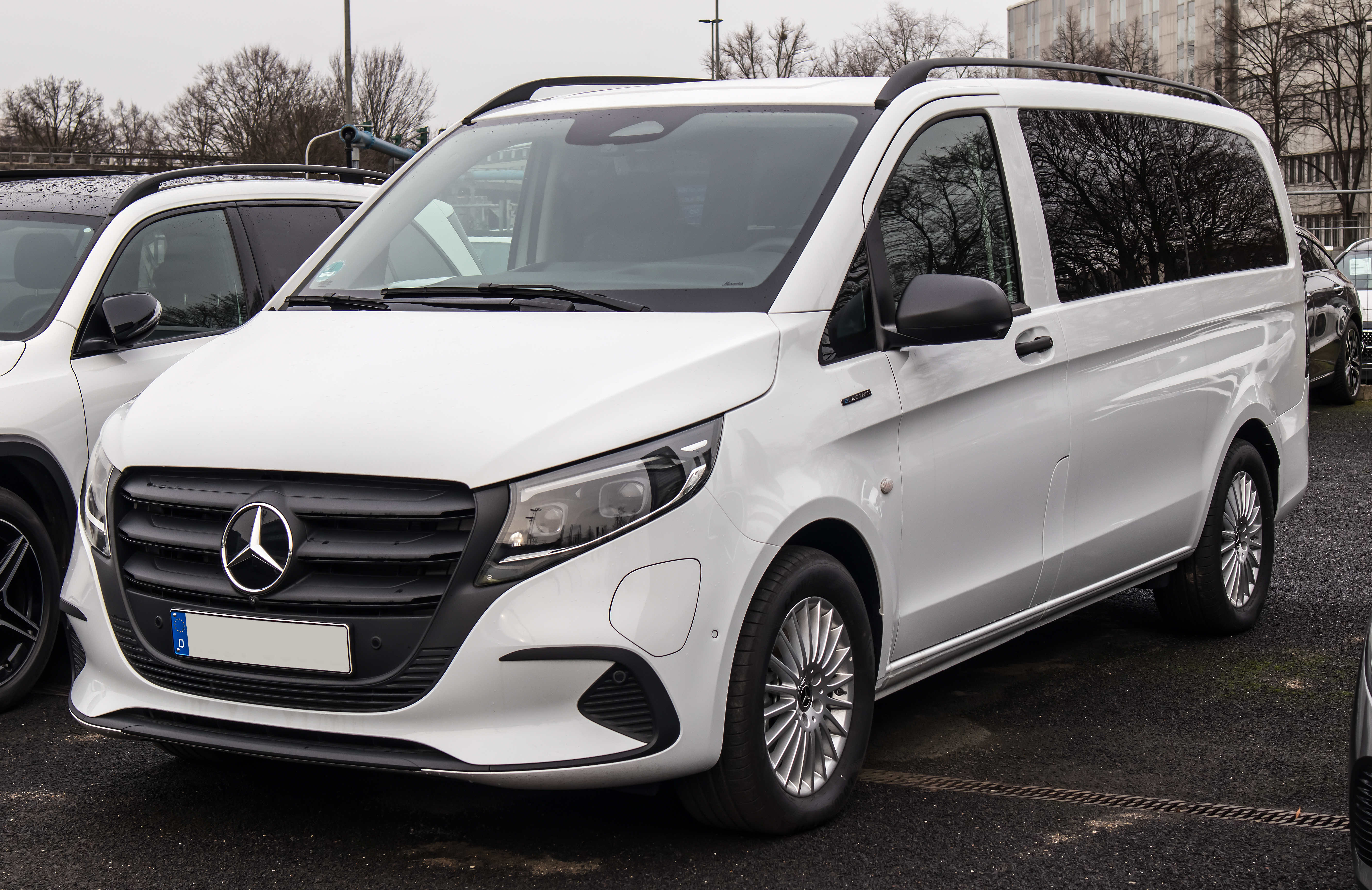
2024 메르세데스-벤츠 eVito (페이스리프트)
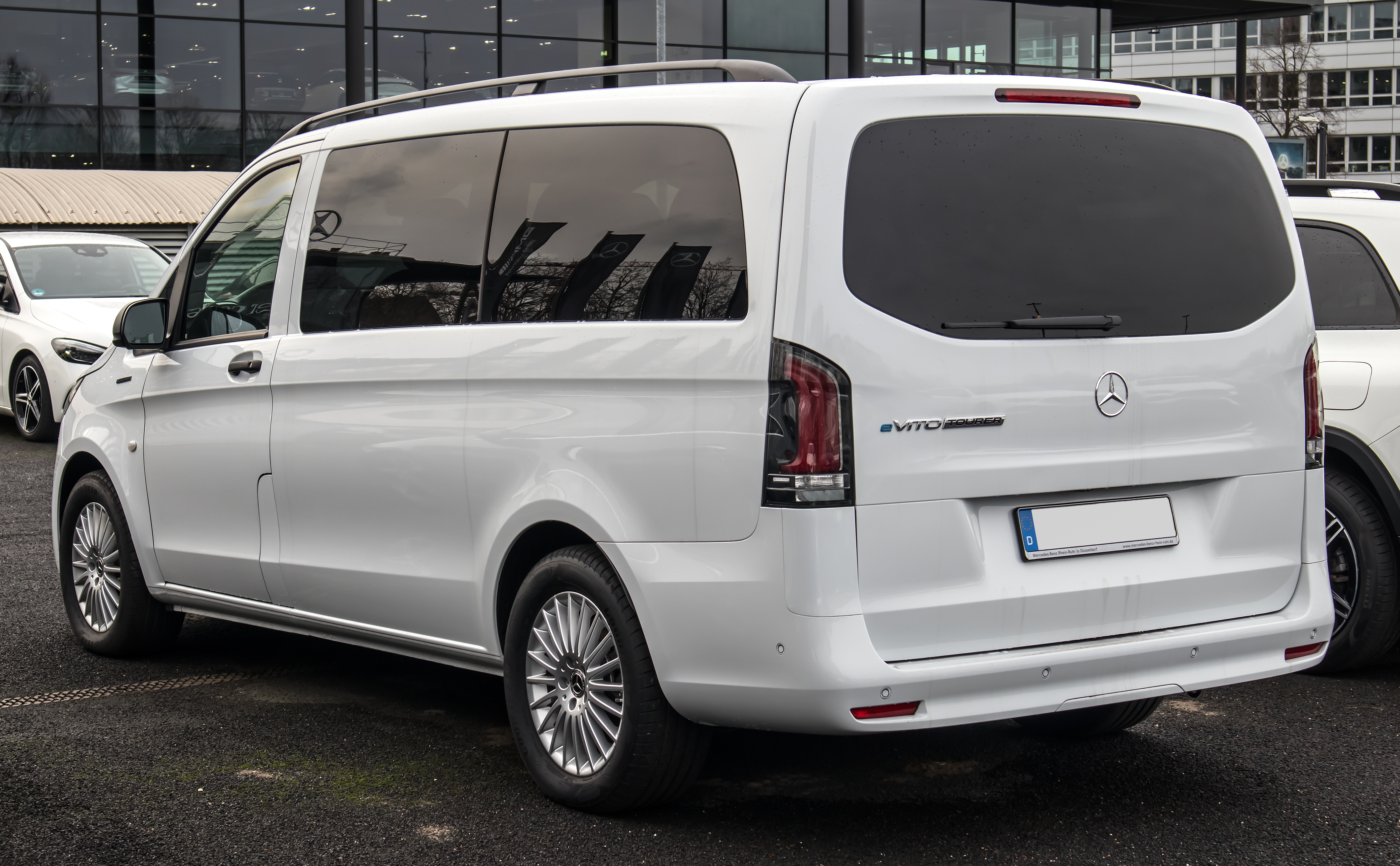
2024 메르세데스-벤츠 eVito (페이스리프트)
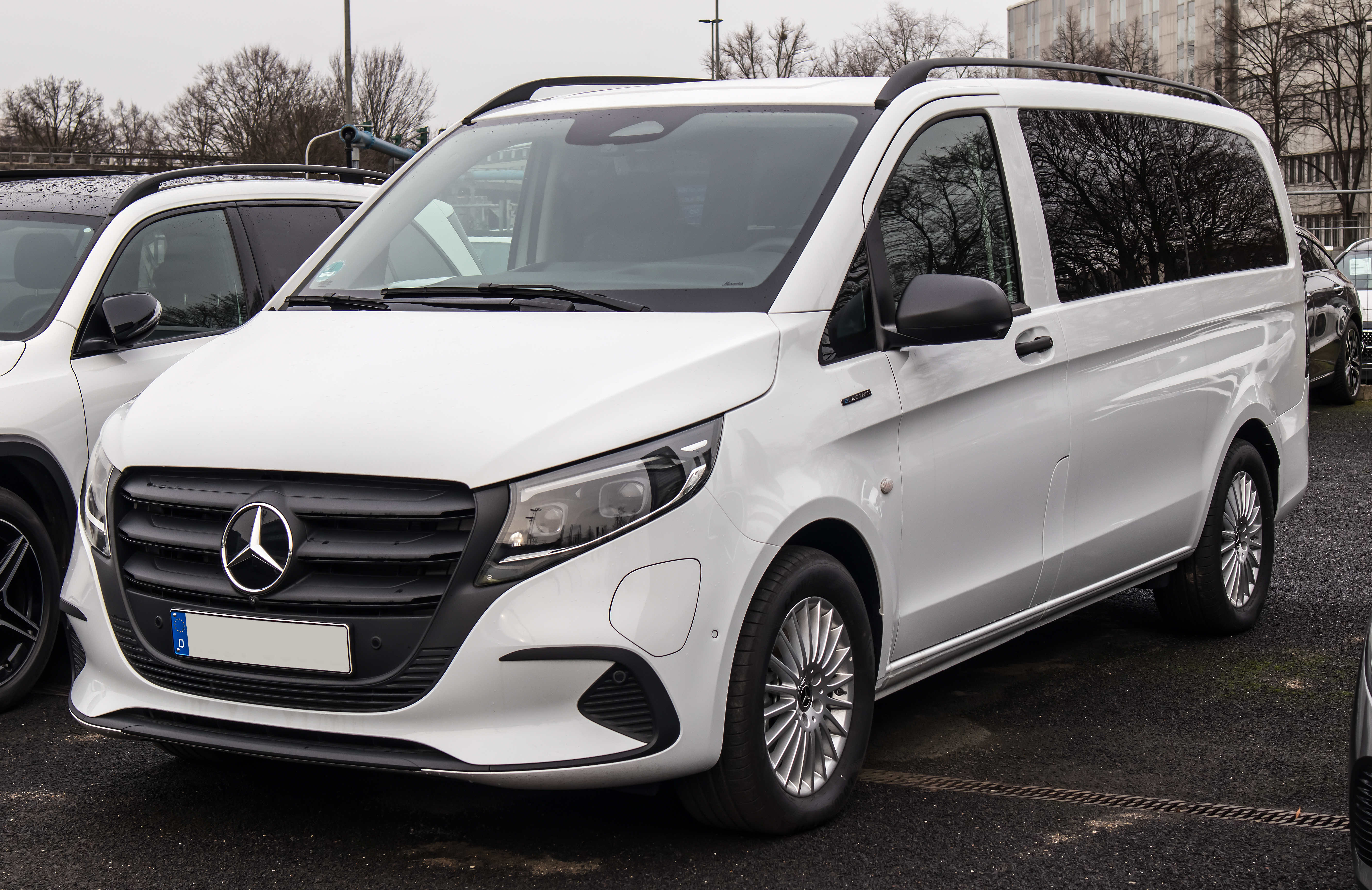
2024 메르세데스-벤츠 eVito (페이스리프트)
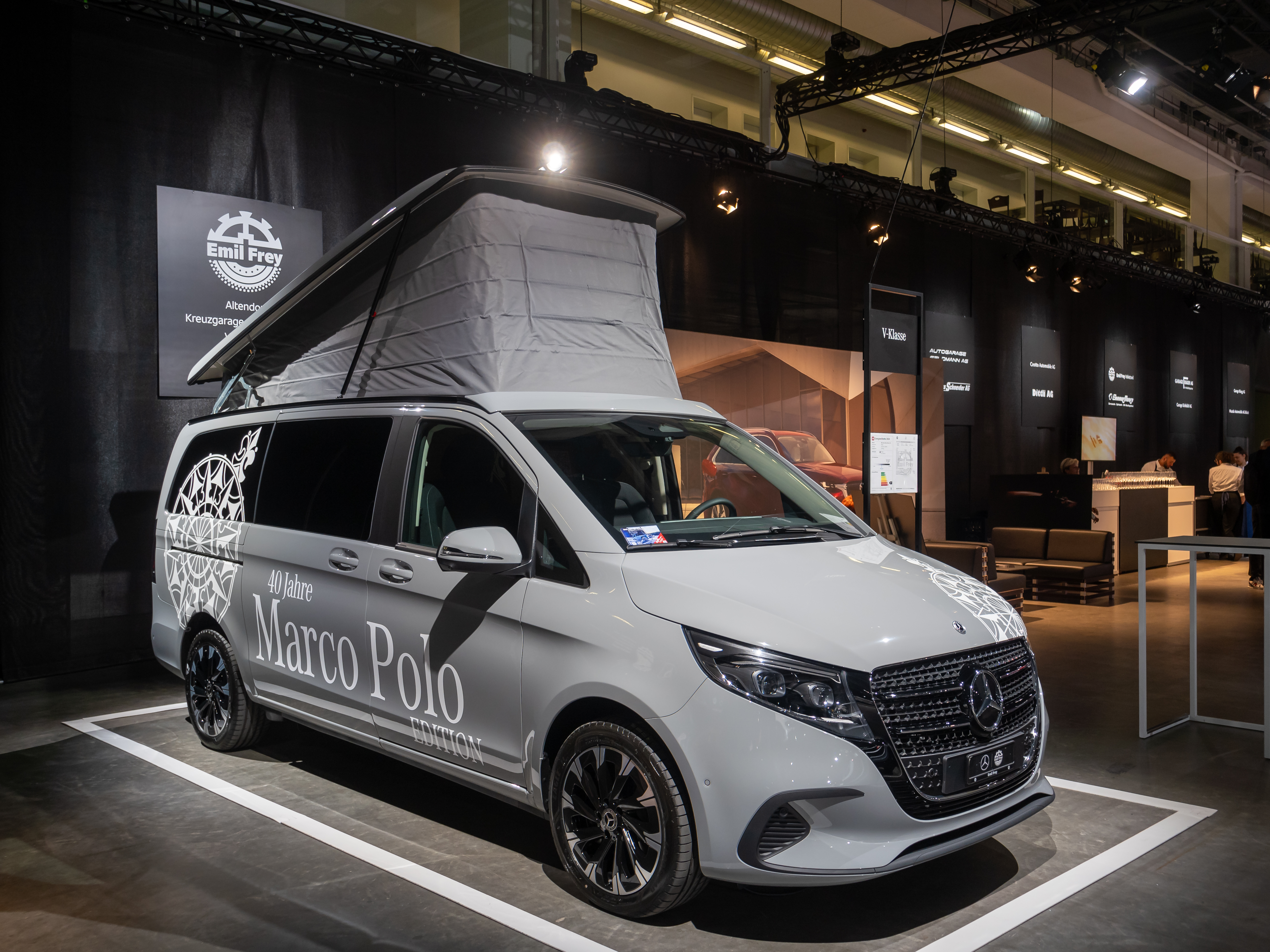
2024 메르세데스-벤츠 마르코 폴로 (페이스리프트)

### 엔진
| 모델                                       | 연식      | 형식                                         | 코드                 | 출력 (@RPM)                                  | 출력 (@RPM)                                    |
| 모델                                       | 연식      | 형식                                         | 코드                 | 마력                                         | 토크                                           |
| ------------------------------------------ | --------- | -------------------------------------------- | -------------------- | -------------------------------------------- | ---------------------------------------------- |
| 가솔린 엔진                                |           |                                              |                      |                                              |                                                |
| V 260, 메트리스                            | 2015-2022 | 1,991 cc (121.5 cu in) I4 터보               | M274 DE20 LA         | 211 PS (155 kW; 208 hp) at 5500              | 350 N·m (258 lbf·ft) at 1200-4000              |
| 디젤 엔진                                  |           |                                              |                      |                                              |                                                |
| V 200 d                                    | 2014-     | 2,143 cc (130.8 cu in) I4 트윈 스크롤 터보   | OM 651 DE 22 LA red. | 136 PS (100 kW; 134 hp) at 3800              | 330 N·m (243 lbf·ft) at 1200-2400              |
| V 220 d                                    | 2014-     | 2,143 cc (130.8 cu in) I4 트윈 스크롤 터보   | OM 651 DE 22 LA      | 163 PS (120 kW; 161 hp) at 3800              | 380 N·m (280 lbf·ft) at 1400-2400              |
| V 250 d                                    | 2014-     | 2,143 cc (130.8 cu in) I4 트윈 스크롤 터보   | OM 651 DE 22 LA      | 190 PS (140 kW; 187 hp) at 3800              | 440 N·m (325 lbf·ft) at 1400-2400              |
| V 250 d                                    | 2014-     | 2,143 cc (130.8 cu in) I4 트윈 스크롤 터보   | OM 651 DE 22 LA      | 204 PS (150 kW; 201 hp) at 3800 (오버부스트) | 480 N·m (354 lbf·ft) at 1400-2400 (오버부스트) |
| 비토 109 CDI                               | 2014-     | 1,598 cc (97.5 cu in) I4 터보                | OM 622 DE 16 LA      | 88 PS (65 kW; 87 hp) at 3800                 | 230 N·m (170 lbf·ft) at 1500-2000              |
| 비토 110 CDI (전륜구동)                    | 2020-     | 1,698 cc (103.6 cu in) I4 터보               | OM 622 DE 17 LA      | 114 PS (84 kW; 112 hp) at 3800               | 270 N·m (199 lbf·ft) at 1500-2000              |
| 비토 111 CDI                               | 2014-     | 1,598 cc (97.5 cu in) I4 터보                | OM 622 DE 16 LA      | 114 PS (84 kW; 112 hp) at 3800               | 270 N·m (199 lbf·ft) at 1500-2500              |
| 비토 114 CDI                               | 2014-2020 | 2,143 cc (130.8 cu in) I4 트윈 스크롤 터보   | OM 651 DE 22 LA red. | 136 PS (100 kW; 134 hp) at 3800              | 330 N·m (243 lbf·ft) at 1200-2400              |
| 비토 114 CDI (전륜구동, 후륜구동, 4륜구동) | 2020-     | 1,698 cc (103.6 cu in) I4 터보               | OM 622 DE 17 LA      | 136 PS (100 kW; 134 hp) at 3800              | 330 N·m (243 lbf·ft) at 1200-2400              |
| 비토 116 CDI                               | 2014-2020 | 2,143 cc (130.8 cu in) I4 트윈 스크롤 터보   | OM 651 DE 22 LA      | 163 PS (120 kW; 161 hp) at 3800              | 360 N·m (266 lbf·ft) at 1600-2400              |
| 비토 116 CDI (후륜구동, 4륜구동)           | 2020-     | 1,950 cc (119 cu in) I4 트윈 스크롤 터보     | OM 654 DE 20         | 160 PS (118 kW; 158 hp) at 3800              | 380 N·m (280 lbf·ft) at 1400-2400              |
| 비토 119 BlueTEC                           | 2014-     | 2,143 cc (130.8 cu in) I4 트윈 스크롤 터보   | OM 651 DE 22 LA      | 190 PS (140 kW; 187 hp) at 3800              | 440 N·m (325 lbf·ft) at 1400-2400              |
| 비토 119 CDI BlueTEC (후륜구동, 4륜구동)   | 2020-     | 1,950 cc (119 cu in) I4 트윈 스크롤 터보     | OM 651 DE 22 LA      | 190 PS (140 kW; 187 hp) at 3800              | 440 N·m (325 lbf·ft) at 1400-2400              |
| 비토 124 CDI (후륜구동, 4륜구동)           | 2020-     | 1,950 cc (119 cu in) I4 트윈 스크롤 바이터보 | OM 654q              | 239 PS (176 kW; 236 hp) at 3800              | 500 N·m (369 lbf·ft) at 1400-2400              |
| 전기 모터                                  |           |                                              |                      |                                              |                                                |
| EQV 300                                    | 2020-     | 영구 동기 자석 전동기                        |                      | 204 PS (150 kW; 201 hp)                      | 362 N·m (267 lbf·ft)                           |
| eVito                                      | 2018-2020 | 영구 동기 자석 전동기                        |                      | 116 PS (85 kW; 114 hp)                       | 295 N·m (218 lbf·ft)                           |
| eVito 투어러                               | 2020-     | 영구 동기 자석 전동기                        |                      | 204 PS (150 kW; 201 hp)                      | 362 N·m (267 lbf·ft)                           |

블루이피션시 패키지는 7G-TRONIC PLUS 자동변속기를 장착한 모든 V-클래스 모델에 기본으로 제공되며, 6단 수동변속기를 장착한 모든 모델에는 선택 사양으로 제공된다.
블루 이피션시 패키지는 OM 651 엔진과 후륜 구동을 장착한 비토 모델에 제공되며, 자동 변속기와 승용차 등록을 마친 모든 비토 모델에 기본으로 제공된다.
오버부스트는 7G-TRONIC PLUS 변속기와 AGILITY SELECT를 장착한 차량에 제공되며, 변속 모드를 "컴포트"(C), "스포츠"(S), 또는 "수동"(M)으로 설정할 수 있다.

### 변속기
| 모델             | 연식      | 형식                                                                                              |
| ---------------- | --------- | ------------------------------------------------------------------------------------------------- |
| V 220 d          | 2014-     | ECO 기어 6단 수동, 7단 자동 (DIRECT SELECT 레버 및 DIRECT SELECT 변속 패들이 있는 7G-TRONIC PLUS) |
| V 250 BlueTEC    | 2014-     | 7단 자동 (DIRECT SELECT 레버 및 DIRECT SELECT 변속 패들이 있는 7G-TRONIC PLUS)                    |
| 비토 109 CDI     | 2014-     | ECO 기어 6단 수동                                                                                 |
| 비토 110 CDI     | 2020-     | ECO 기어 6단 수동                                                                                 |
| 비토 111 CDI     | 2014-     | ECO 기어 6단 수동                                                                                 |
| 비토 114 CDI     | 2014-2020 | ECO 기어 6단 수동, 7단 자동 (7G-TRONIC PLUS)                                                      |
| 비토 114 CDI     | 2020-     | ECO 기어 6단 수동, 9단 9G-트로닉 자동                                                             |
| 비토 116 CDI     | 2014-2020 | ECO 기어 6단 수동, 7단 자동 (7G-TRONIC PLUS)                                                      |
| 비토 116 CDI     | 2020-     | ECO 기어 6단 수동, 9단 자동 (9G-트로닉)                                                           |
| 비토 119 BlueTEC | 2014-     | 7단 자동 (7G-TRONIC PLUS)                                                                         |
| 비토 119 CDI     | 2020-     | 9단 자동 (9G-트로닉)                                                                              |
| 비토 124 CDI     | 2020-     | 9단 자동 (9G-트로닉)                                                                              |

| 모델         | 연식  | 형식                  |
| ------------ | ----- | --------------------- |
| EQV 300      | 2020- | 고정 기어비 단일 속도 |
| eVito 투어러 | 2020- | 고정 기어비 단일 속도 |

7G-TRONIC PLUS 변속기를 장착한 V-클래스는 4가지 변속 모드("ECO"(E), "Comfort"(C), "Sport"(S), "Manual"(M))를 갖춘 선택 사양인 AGILITY SELECT 시스템을 포함한다.

### 치수
| 외부 | 4,895 mm (192.7 in) | 5,140 mm (202.4 in) | 5,370 mm (211.4 in) |                    |                    |                    |                    |
| WB   | 3,200 mm (126.0 in) | 3,200 mm (126.0 in) | 3,430 mm (135.0 in) |                    |                    |                    |                    |
| 내부 | 2,568 mm (101.1 in) | 2,831 mm (111.5 in) | 3,061 mm (120.5 in) |                    |                    |                    |                    |
| H1   | 외부                | 내부                | 용적                | 5.5 m3 (190 cu ft) | 5.5 m3 (190 cu ft) | 6.0 m3 (210 cu ft) | 6.6 m3 (230 cu ft) |
| H1   | 1,910 mm (75.2 in)  | 1,391 mm (54.8 in)  | 용적                | 5.5 m3 (190 cu ft) | 5.5 m3 (190 cu ft) | 6.0 m3 (210 cu ft) | 6.6 m3 (230 cu ft) |

참고
- 모든 버전의 내부 너비는 1,685 mm (66.3 in)이며, 내부 휠 아치 사이는 1,270 mm (50.0 in)이다.

### 내용주
1. ↑  "Mercedes-Benz Vito" 보관됨 2 2월 2017 - 웨이백 머신. Press Porsche. Retrieved 2 June 2014.
2. 1 2 3  “25 years ago: Premiere of the Mercedes-Benz Vito 108 E” (보도 자료). Mercedes-Benz Group Media. 2021년 7월 6일. 2022년 12월 5일에 확인함.
3. ↑  “Mercedes-Benz UK - Overview - Design”. .mercedes-benz.co.uk. 2010년 7월 24일에 원본 문서에서 보존된 문서. 2010년 7월 4일에 확인함.
4. ↑  “Mercedes-Benz UK - Overview - Design”. .mercedes-benz.co.uk. 2010년 6월 23일에 원본 문서에서 보존된 문서. 2010년 7월 4일에 확인함.
5. ↑  “Mercedes-Benz UK - Viano - Technical data”. .mercedes-benz.co.uk. 2010년 6월 19일에 원본 문서에서 보존된 문서. 2010년 7월 4일에 확인함.
6. ↑  “Mercedes-Benz UK - Lines and equipment - Standard equipment”. .mercedes-benz.co.uk. 2010년 5월 14일에 원본 문서에서 보존된 문서. 2010년 7월 4일에 확인함.
7. ↑  “Mercedes-Benz Viano MPV 3.0 CDI Ambiente SWB 5dr - Car Comparison - What Car?”. Whatcar.com. 2011년 7월 27일에 원본 문서에서 보존된 문서. 2010년 9월 26일에 확인함.
8. ↑  “メルセデス・ベンツ新型V クラスを発売” (PDF).
9. ↑  “【威霆 2010款 2.5L 商务版参数配置表】价格单_奔驰_汽车之家”. 《car.autohome.com.cn》.
10. ↑  “【威霆 2013款 3.0L 精英版参数配置表】价格单_奔驰_汽车之家”. 《car.autohome.com.cn》.
11. ↑  “Public Carriage Office notice at Transport for London” (PDF). 2014년 7월 14일에 원본 문서 (PDF)에서 보존된 문서. 2014년 7월 8일에 확인함.
12. ↑  Hail, the new London cab, London Evening Standard, 26 June 2008  보관됨 19 8월 2008 - 웨이백 머신
13. ↑  Mercedes-Benz to launch eco-friendly London black cab, The Daily Telegraph, 17 June 2008.
14. ↑  “Mercedes-Benz UK - Viano - Viano X-CLUSIVE”. .mercedes-benz.co.uk. 2010년 4월 1일에 원본 문서에서 보존된 문서. 2010년 7월 4일에 확인함.
15. ↑  “Mercedes-Benz UK - Viano - Viano X-CLUSIVE”. .mercedes-benz.co.uk. 2010년 6월 23일에 원본 문서에서 보존된 문서. 2010년 7월 4일에 확인함.
16. ↑  “DPG Media Privacy Gate”. 《www.autoweek.nl》. 2025년 8월 6일에 확인함.
17. ↑  “Mercedes-Benz UK - Overview - Safety”. .mercedes-benz.co.uk. 2010년 1월 6일에 원본 문서에서 보존된 문서. 2010년 7월 4일에 확인함.
18. ↑  “Mercedes Benz Viano | Euro NCAP - For safer cars crash test safety rating”. Euro NCAP. 2010년 7월 4일에 확인함.
19. ↑  “Mercedes-Benz safety | Viano crash test”. ANCAP. 2012년 3월 6일에 원본 문서에서 보존된 문서. 2012년 8월 14일에 확인함.
20. 1 2 3  “EcoTest”. Ecotest.eu. 2011년 2월 1일에 확인함.
21. 1 2  “MERCEDES-BENZ Viano CO2 Emissions – MERCEDES-BENZ Green Ratings at Next Green Car”. Whatgreencar.com. 2009년 12월 3일. 2012년 7월 20일에 확인함.
22. ↑  “Car Reviews: Mercedes-Benz Viano 3.0 CDI X-CLUSIVE - Long”. The AA. 2010년 7월 4일에 확인함.
23. ↑  “Prices and Specs Editions”. 《Autocar》. 2008년 12월 1일에 원본 문서에서 보존된 문서. 2010년 7월 4일에 확인함.
24. ↑  “New Mercedes-Benz Viano Car Review - Parker's”. Parkers.co.uk. 2010년 7월 4일에 확인함.
25. ↑  “Mercedes-Benz Viano Review - Car Reviews”. RAC. 2011년 7월 23일에 원본 문서에서 보존된 문서. 2010년 7월 4일에 확인함.
26. ↑  “Mercedes-Benz Viano MPV - Readers Reviews - New Car Review - What Car?”. Whatcar.com. 2005년 5월 23일. 2010년 7월 4일에 확인함.
27. ↑  “Mercedes Viano Range : VIANO IN THE DARK? - Yahoo!! Cars”. Yahoo!. 2007년 2월 16일에 원본 문서에서 보존된 문서. 2010년 7월 4일에 확인함.
28. ↑  “Review of the new Mercedes-Benz Viano Range”. Buyacar.co.uk. 2006년 3월 6일. 2012년 8월 14일에 확인함.
29. 1 2  “Mercedes-Benz Viano 4MATIC class winner in women's rallye | Daimler Global Media Site > Mercedes-Benz Vans > Viano”. Media.daimler.com. 2009년 4월 8일. 2011년 7월 8일에 원본 문서에서 보존된 문서. 2010년 7월 4일에 확인함.
30. ↑  “Erstes Kundenfahrzeug bei Fujian Daimler Automotive produziert” (독일어). Daimler AG. 2010년 4월 16일. 2010년 8월 17일에 확인함.
31. ↑  福建戴姆勒汽车工业有限公司 (중국어, 영어). Fujian Daimler Automotive. 2014년 2월 9일에 원본 문서에서 보존된 문서. 2010년 8월 17일에 확인함.
32. ↑  “New Mercedes-Benz Viano Van Offers Comfort and Efficiency”. eMercedesBenz. 2010년 7월 4일에 확인함.
33. ↑  “Comfort, Sustainability, Design, Driving Pleasure: The new generation of Mercedes-Benz Viano”. 2013년 12월 6일에 원본 문서에서 보존된 문서. 2014년 6월 4일에 확인함.
34. ↑  “Engine and drive system: clean, extremely economical and offering top-notch performance”. 2013년 12월 6일에 원본 문서에서 보존된 문서. 2014년 6월 4일에 확인함.
35. ↑  “Mercedes-Benz Viano 4MATIC: traction, comfort and safety in perfection”. media.daimler.com. 2012년 3월 26일에 원본 문서에서 보존된 문서. 2011년 8월 6일에 확인함.
36. ↑  “Mercedes-Benz Vito New-Generation Sets New Benchmarks in Vans Segment”. Mercedes-Benz. 2010년 7월 2일. 2010년 8월 17일에 확인함.
37. ↑  “Summary: The new Mercedes-Benz Vito”. 2014년 8월 21일에 원본 문서에서 보존된 문서. 2014년 8월 19일에 확인함.
38. ↑  “Exterior and body: new highlights underscore the Vito's robust appearance”. 2014년 8월 21일에 원본 문서에서 보존된 문서. 2014년 8월 20일에 확인함.
39. 1 2 3  클라크, 존 (2010년 7월 30일). “The New Mercedes-Benz Vito E-CELL Overview”. 《e|Mercedes-Benz》. 2022년 12월 5일에 확인함.
40. ↑  “Debut of Mercedes-Benz LE 306 electric van 45 years ago: Electric future in 1972” (보도 자료). Mercedes-Benz Group Media. 2017년 2월 28일. 2022년 12월 5일에 확인함.
41. ↑  “Mercedes-Benz showcases the Vito E-CELL at the Post Expo in Stuttgart”. 2014년 8월 21일에 원본 문서에서 보존된 문서. 2014년 8월 20일에 확인함.
42. ↑  “Mercedes-Benz at the 2012 Geneva Motor Show: Two world premieres and three European premieres in Geneva - Two world premieres and three European premieres in Geneva: Dynamism and efficiency”. 2013년 12월 13일에 원본 문서에서 보존된 문서. 2013년 12월 13일에 확인함.
43. ↑  볼덕, 더글러스 A. (2016년 9월 22일). “Mercedes takes another swing at EV van niche”. 《Automotive News Europe》. 2022년 12월 5일에 확인함.
44. ↑  아부엘사미드, 샘 (2010년 7월 30일). “Mercedes-Benz introduces new Vito E-Cell van – Autoblog Green”. Green.autoblog.com. 2010년 8월 17일에 확인함.
45. ↑  Van Locator (2011년 7월 1일). “Mercedes-Benz Vito E-Cell Hits the UK”. Focus Publishing. 2011년 7월 10일에 확인함.
46. 1 2 3 4 5 6  “Mercedes-Benz Introduces Vito E-CELL Electric Van in Limited Series Production”. 《Green Car Congress》. 2010년 7월 30일. 2022년 12월 5일에 확인함.
47. ↑  에릭 러브데이 (2011년 5월 4일). “Europcar to offer Mercedes-Benz Vito E-Cell electric van rentals”. AutoblogGreen. 2011년 6월 10일에 확인함.
48. 1 2 3  “Engine and drive system: unmatched economy and environmental friendliness”. 2014년 8월 20일에 원본 문서에서 보존된 문서. 2014년 8월 20일에 확인함.
49. 1 2 3  “Engine and drive system: clean, extremely economical and offering top-notch performance”. 2014년 8월 21일에 원본 문서에서 보존된 문서. 2014년 8월 20일에 확인함.
50. ↑  “Mercedes-Benz Vito and Viano with enhanced BlueEFFICIENCY package”. 2014년 8월 21일에 원본 문서에서 보존된 문서. 2014년 8월 20일에 확인함.
51. ↑  “New Vehicle Security Ratings”. Thatcham.org. 2011년 8월 2일에 원본 문서에서 보존된 문서. 2012년 8월 14일에 확인함.
52. ↑  “メルセデス・ベンツ新型V クラスを発売” (PDF).
53. ↑  “Mercedes-Benz at the Caravan Salon 2013 - Reaching for the stars: Mercedes-Benz Commercial Vehicles with a broad portfolio at the Caravan Salon 2013”. 2014년 2월 21일에 원본 문서에서 보존된 문서. 2014년 6월 4일에 확인함.
54. ↑  “Major Chinese order with an element of glamor: Dalian Wanda Group orders 85 Mercedes-Benz Viano vans”. 2014년 8월 21일에 원본 문서에서 보존된 문서. 2014년 8월 20일에 확인함.
55. ↑  2014 Mercedes-Benz V-Class interior officially revealed
56. ↑  “Mercedes-Benz TecDay : The new V-Class - The Mercedes among Full Size MPVs”. 2013년 12월 6일에 원본 문서에서 보존된 문서. 2014년 6월 4일에 확인함.
57. ↑  “The model range: Versatile and individual for the most widely ranging requirements”. 2014년 2월 19일에 원본 문서에서 보존된 문서. 2014년 6월 4일에 확인함.
58. ↑  “The new V-Class: The Mercedes among MPVs”. 2014년 2월 19일에 원본 문서에서 보존된 문서. 2014년 6월 4일에 확인함.
59. ↑  “Mercedes debuts new V-Class van”.
60. ↑  “Mercedes-Benz Vans at the 2014 International Commercial Vehicles show (IAA): Public premiere for the Vito, flanked by the Sprinter and Citan – Mercedes-Benz Vans at the 2014 International Commercial Vehicles show (IAA)”.
61. 1 2  고티에, 마이클 (2020년 3월 10일). “2020 Mercedes Vito And eVito Arrive With New Tech And Updated Looks”. 《CarScoops》. 2022년 12월 5일에 확인함.
62. ↑  “Mercedes-Benz Metris - Car and Driver”. 《caranddriver.com》. 2016년 6월 8일에 확인함.
63. ↑  브루스, 크리스 (2015년 3월 10일). “Mercedes investing $500 million for new Sprinter plant in SC”. 《Autoblog》. 2022년 12월 5일에 확인함.
64. ↑  웬들러, 앤드루 (2015년 10월 8일). “Tested: 2016 Mercedes-Benz Metris Passenger Van”. 《Car and Driver》. 2022년 12월 5일에 확인함.
65. 1 2  실러, 스티브 (2015년 6월 9일). “First Drive: 2016 Mercedes-Benz Metris Passenger and Cargo Vans”. 《Car and Driver》. 2022년 12월 5일에 확인함.
66. ↑  “RHD Mercedes Metris Vans to be deployed to 12,664 rural EMA routes”. 2020년 5월 14일. 2021년 1월 15일에 원본 문서에서 보존된 문서. 2021년 10월 20일에 확인함.
67. ↑  “Dead: Mercedes-Benz Metris van”. 2022년 8월 11일.
68. ↑  “Mercedes to Discontinue Metris van in US After Q3 2023: Report”.
69. ↑  “The End Comes for the Mercedes-Benz Metris - the Detroit Bureau”. 2022년 8월 12일.
70. 1 2  파나이트, 미르차 (2017년 11월 20일). “2018 Mercedes-Benz eVito Is A Huge Upgrade From The Vito E-Cell”. 《AutoEvolution》. 2022년 12월 5일에 확인함.
71. 1 2  깁슨, 딘 (2020년 7월 27일). “New Mercedes eVito 2020 review”. 《Auto Express》. 2022년 12월 5일에 확인함.
72. ↑  “eVito Kastenwagen | 100% elektrisch | Mercedes-Benz”. 《www.mercedes-benz.de》. 2025년 8월 6일에 확인함.
73. ↑  “Mercedes-Benz EQV: World Premiere for the first fully-electric premium MPV” (보도 자료). Mercedes-Benz Group Media. 2019년 8월 20일. 2022년 12월 5일에 확인함.
74. ↑  브리스코, 닐 (2021년 11월 10일). “Mercedes EQV: This is not a van – it's a Mobile Command Post”. 《아일랜드 타임스》. 2022년 12월 5일에 확인함.
75. ↑  Europcar adds 175 new Mercedes-Benz V-Class MPVs to its rental car fleet 보관됨 21 8월 2014 - 웨이백 머신
76. ↑  “Mercedes-Benz fabricará la nueva Vito en la Argentina”. 《아르헨티나 오토블로그》. 2012년 10월 5일.
77. 1 2  마호니, 존 (2023년 7월 27일). “New 2024 Mercedes-Benz V-Class and Vito revealed”. 《www.carsales.com.au》. 카세일즈. 2023년 10월 2일에 확인함.
78. ↑  “Drive system - Efficient driving pleasure: six-cylinder power with four-cylinder fuel consumption”. 2014년 8월 21일에 원본 문서에서 보존된 문서. 2014년 8월 20일에 확인함.
79. ↑  “One for all: choice of front, rear or all-wheel drive”. 2014년 8월 21일에 원본 문서에서 보존된 문서. 2014년 8월 20일에 확인함.
80. ↑  “2022 Mercedes-Benz Metris: Cargo & Passenger Vans” (PDF). 2022년 12월 6일에 확인함.
81. ↑  “The Mercedes-Benz Vito” (PDF). Mercedes-Benz Vans. October 2022. 2022년 11월 28일에 확인함.

### 참고 문헌

#### 일반
- 뷰베크, 크리스토프 (1996). 《Alles über die Mercedes-Benz V-Klasse》 [메르세데스-벤츠 V-클래스의 모든 것]. 테크닉 트랜스페런트 시리즈 (독일어). 슈투트가르트: 다임러-벤츠. ISBN 3980445720.

#### 워크숍 매뉴얼
- 루세크, 피터 (2005). 《메르세데스-벤츠 비토 및 V-클래스 – 2.0리터 16V 가솔린 엔진 2.3리터 디젤 엔진 (인젝션 펌프 포함) [2000년까지]》. 포켓 미캐닉 차량 매뉴얼. 하이 위콤, 버킹엄셔, 영국: 피터 루세크 퍼블리케이션. ISBN 1898780862.
- ——————— (2006). 《메르세데스-벤츠 비토 및 V-클래스 – 2148 c.c. CDI 엔진 16V 가솔린 엔진 [2000년 ~ 2003년]》. 포켓 미캐닉 차량 매뉴얼. 케이버셤, 레딩, 버크셔, 영국: 피터 루세크 퍼블리케이션. ISBN 1898780528.
- ——————— (2006). 《메르세데스-벤츠 비토 및 비아노 – W639 시리즈, 2148 c.c. CDI 디젤 및 V6 가솔린 엔진 [2004년 ~ 2006년]》. 포켓 미캐닉 차량 매뉴얼. 케이버셤, 레딩, 버크셔, 영국: 피터 루세크 퍼블리케이션. ISBN 1898780323.
- 《메르세데스-벤츠 비토 및 V-클래스: 2.0 L 16v 가솔린 엔진 및 2.3 L 디젤 엔진 워크숍 매뉴얼 1996-1999》. 케임브리지, MA, 미국: 벤틀리 퍼블리셔스. 2015. ISBN 9781783180097.
- 《메르세데스-벤츠 비토 및 V-클래스: 가솔린 및 디젤 모델 워크숍 매뉴얼 2000-2003》. 케임브리지, MA, 미국: 벤틀리 퍼블리셔스. 2015. ISBN 9781783180035.
- 《메르세데스-벤츠 비토 및 비아노: 가솔린 및 디젤 모델 워크숍 매뉴얼 2004-2010》. 케임브리지, MA, 미국: 벤틀리 퍼블리셔스. 2015. ISBN 9781783180103.
- 《Mercedes-Benz Vito (W638): Wartung Pflege Störungssuche》 [메르세데스-벤츠 비토 (W638): 유지보수 관리 문제 해결]. 수리 안내 시리즈, Band 1229 (독일어). 추크, 스위스: 페어라그 부첼리. 2000. ISBN 3716819735.